# Wrestling

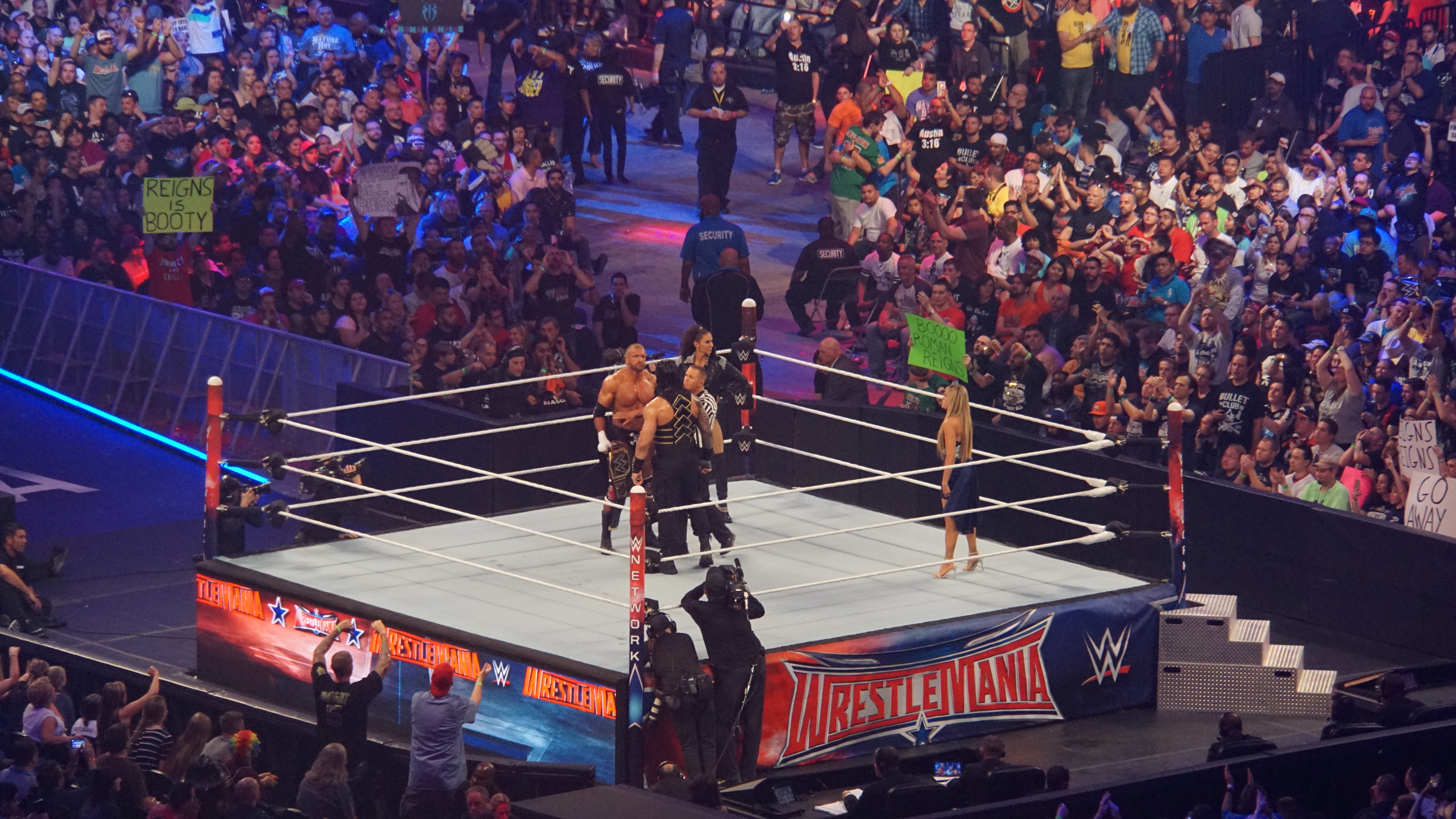
Ein typischer Wrestling-Ring, auch Squared Circle genannt.

Wrestling (englisch für Ringen, deutsche Aussprache [ˈʁɛslɪŋ] oder [ˈvʁɛslɪŋ]) ist eine besonders in Japan, den USA und Mexiko populäre Schaukampf-Sportart. Im deutschen Sprachraum wird Wrestling in Anlehnung an das Catch Wrestling auch Catchen und im englischen Sprachraum auch professional wrestling genannt.
Wrestling kombiniert Sport und Dramaturgie; die Kämpfe und Fehden folgen einem Drehbuch, der Sieger steht vor dem Match fest. Neben den Matches spielen Storylines eine bedeutende Rolle, weshalb nicht nur das Beherrschen der Kampftechniken zählt, sondern auch das schauspielerische und rhetorische Talent der Wrestler. Kommerzielle Wrestling-Shows werden im Fernsehen ausgestrahlt und sind mit Seifenopern vergleichbar. Wrestling ist von einem Gut-Böse Schema geprägt; in der Regel treten Helden (Face für Babyface) gegen Bösewichte (Heel) an. Es gibt zahlreiche Matchvarianten und neben Einzel- auch Team-Bewerbe (Tag Team). Es gibt verschiedene Titel (etwa World Championship), wofür ähnlich wie im Boxen Gürtel vergeben werden.
Innerhalb der Show wird der fiktionale Charakter nicht gebrochen. Dieser im Wrestling „Kayfabe“ genannte fiktionale Rahmen hat sich jedoch seit Aufkommen des Internets verschoben, und reale und fiktive Elemente werden im zeitgenössischen Wrestling häufig vermischt.
Die weltweit größte Promotion ist seit den 1980er-Jahren World Wrestling Entertainment (WWE, vormals WWF), die Wrestling maßgeblich zu einem massen- und multimedialem Entertainmentformat geformt hat.
In Folge von Doping und dem Missbrauch von Drogen und Schmerzmitteln kam es zu zahlreichen Todesfällen von Wrestlern. In Kritik steht hier etwa die WWE, in der das Doping gefördert worden sein soll. Es kommt zudem regelmäßig zu Verletzungen sowie Langzeitschäden, etwa in Folge häufiger Gehirnerschütterungen.

## Begriff und Überblick
„Wrestling“ bedeutet auf Deutsch zunächst einfach „Ringen“. Im englischen Sprachraum werden jedoch das olympische Freistilringen und griechisch-römische Ringen „Amateur Wrestling“ genannt, während das in diesem Artikel beschriebene Wrestling eine Sonderform ist und dort mit „Professional Wrestling“ (deutsch: Berufsringen) bezeichnet wird. Auch im deutschen Sprachraum ist der Begriff Professional Wrestling (kurz Pro Wrestling) geläufig.
Wrestling ist eine Mischung aus Show und Sport. Das Ziel ist nicht der Wettkampf, sondern die Zuschauer bestmöglich zu unterhalten (Entertainment). Die Storylines, die um das Matchgeschehen und um die Akteure herum erfunden werden, kann man mit Seifenopern vergleichen. Man versucht, die Zuschauer so zu fesseln, dass sie die Show auf Dauer verfolgen. In der Anfangszeit des modernen Wrestlings wurde von Seiten der verschiedenen Promoter versucht, das Wrestling dem Publikum als „echt“ zu verkaufen. Deswegen inszenierte man im Ring immer wieder den „Kampf“ zwischen „Gut“ und „Böse“, wobei die Wrestler niemals von ihrer Rolle abweichen durften. Ähnlich wie bei einem Zauberer war es ungeschriebenes Gesetz, die Geheimnisse nicht nach außen zu tragen. Diesen Verhaltenskodex des Wrestling-Geschäfts bezeichnet man mit „Kayfabe“. Im modernen Wrestling wird das Kayfabe jedoch zunehmend aufgebrochen. Wrestler treten etwa in Interviews und in Sozialen Medien nicht in ihrer Rolle auf und sprechen offen über den fiktionalen Charakter. Seit den 2020er Jahren finden nach den Veranstaltungen Pressekonferenzen statt (etwa bei WWE und All Elite Wrestling), und innerhalb der Stories werden reale und fiktive Ereignisse vermischt. Fakt bleibt, dass Wrestling inszeniert ist. Die Abläufe der Matches werden zuvor mehr oder weniger detailliert abgesprochen, wobei der Detaillierungsgrad unter anderem vom Talent und der Erfahrung der Kontrahenten abhängt. Sogenannte Money-Spots werden vor den Matches mit der jeweiligen TV-Crew abgesprochen. Man bezeichnet mit diesem Begriff entscheidende Aktionen und Geschehnisse im Ring, die bestmöglich von den Kameras aufgezeichnet werden sollen.

## Geschichte des US-amerikanischen Wrestlings

### Anfänge (1860er–1940er Jahre)

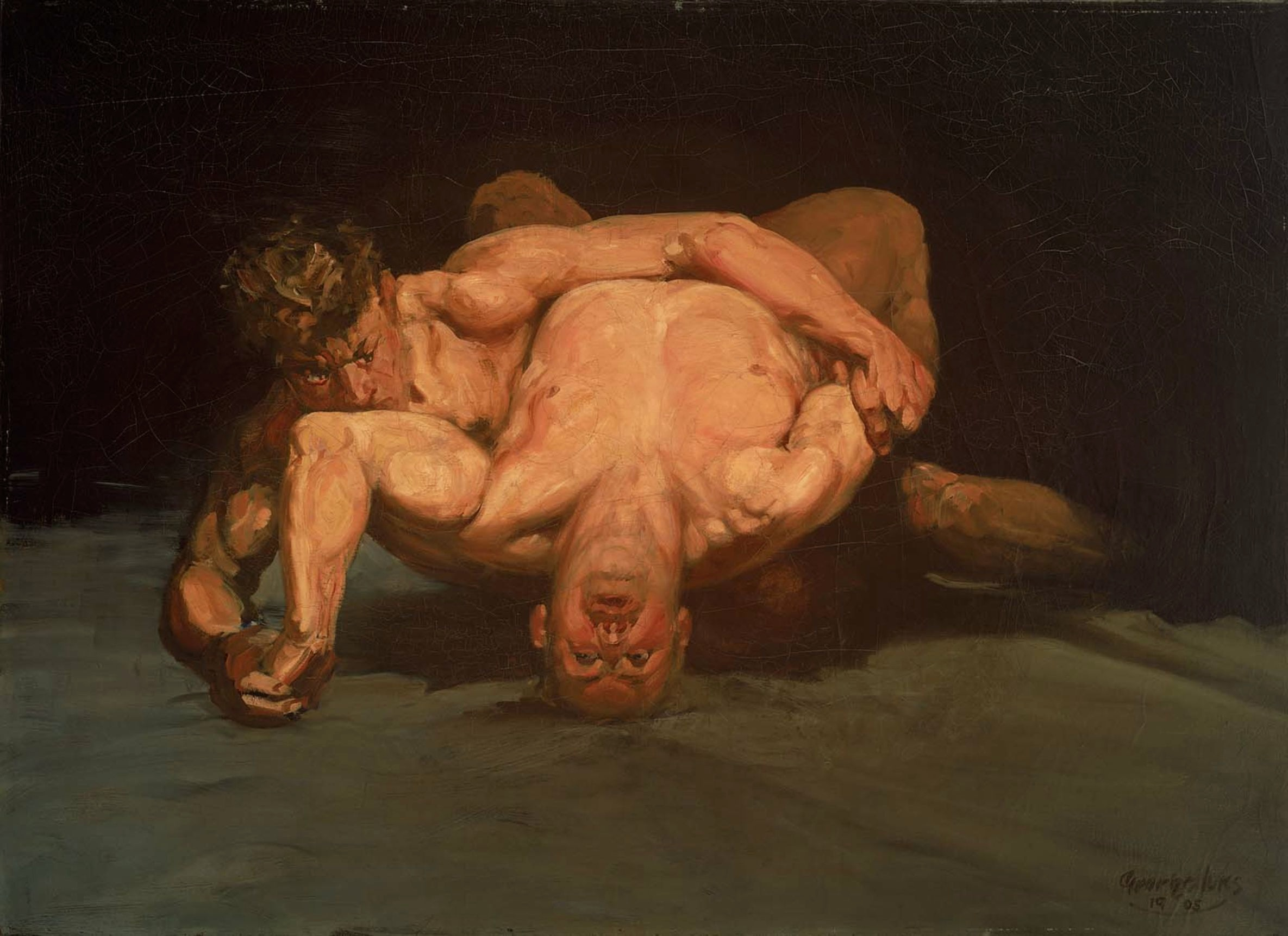
Wrestlers, Gemälde von George Benjamin Luks, 1905

Die Anfänge dieser Art des Wrestlings liegen noch im 19. Jahrhundert. Zur damaligen Zeit wurde Wrestling hauptsächlich als Belustigung auf Jahrmärkten und kleineren Festen betrieben. Hierbei versuchten Besucher, deutlich überlegene und trainierte Athleten zu besiegen, jedoch verloren sie meistens. Um die Angelegenheit weiterhin spannend zu gestalten, bekamen die Herausforderer andere Wrestler zur Seite gestellt, die ihnen meistens zum Sieg verhalfen. Viele Jahre blieb das Wrestling auf Jahrmärkten beliebt; jedoch bildeten sich die ersten kleinen Wrestling-Ligen, und der Erfolg wuchs im frühen 20. Jahrhundert immer mehr. Wrestling wurde innovativer und professioneller. Der erste Titel im amerikanischen Pro-Wrestling war der am 18. Januar 1880 durch den Chefredakteur der New Yorker Police Gazette Richard Karl Fox eingeführte „American Greco-Roman Title“. Als erster American-Greco-Roman-Champion gilt demnach William Muldoon. Der Titel wurde ihm zuerkannt, da er am 18. Januar 1880 den Franzosen Theobaud Bauer in „Gilmore’s Garden“ besiegte. Ein zweiter Titel, der „American Catch-As-Catch-Can Title“, entstand 1881 in England, als Resultat des Matches Tom Cannon vs. Joe Acton. Acton siegte und bekam den oben genannten Titel. Acton überführte ihn in die USA und verlor ihn 1887 in Chicago an Evan Lewis. Den „American Greco-Roman Title“ betrachtete man bis dato als „World Title“. Er galt jedoch nicht für Europa. Hinter diesem Titel stand stets die Police Gazette, die größere Meisterschaften im damaligen Pro-Wrestling durchführte.
1901 wurde in San Francisco das sogenannte Tag Team Wrestling als offizielle Wrestling-Match-Art eingeführt. In den späten 1920er Jahren wurde Wrestling innerhalb der USA als internationaler Sport anerkannt, nachdem es auch in Australien und England populärer geworden war.
Im August 1929 wurde die Promotion National Wrestling Association (NWA) im Rahmen der National Boxing Association gegründet. Bereits im Oktober 1930 machte sich die National Wrestling Association von der NBA unabhängig und wurde ab 1935 zielstrebig zum ersten Wrestling-Marktführer ausgebaut. Die Promotion wandelte sich nun in eine Federation.
Bereits um 1931 bildete sich die erste der späteren beiden großen US-amerikanischen Ligen heraus: die von Jim Crockett geführte Jim Crockett Promotions (JCP). Anfang der 1950er Jahre kam noch die Capitol Wrestling Corporation (CWC) hinzu, geführt von Vincent J. McMahon. Beide Ligen waren an der US-amerikanischen Ostküste ansässig. Aus diesen beiden Promotionen gingen die späteren Promotionen World Championship Wrestling (WCW) und World Wrestling Federation (WWF) hervor.
1934 wurde Wrestling in Südafrika mit der Begründung verboten, es sei „brutal und erniedrigend“, und ein Jahr darauf (1935) wurde das sogenannte „Schlamm-Wrestling“ eingeführt.
Zuerst wurde dies nur unter Männern praktiziert, doch Ende der 1930er Jahre auch von Frauen. Ab 1935 wurde in der National Wrestling Association eine Territorialstruktur eingeführt, in der in der Regel eine regionale Wrestling-Promotion ein bestimmtes Gebiet kontrollierte. Ab 1940/41 wurde dieses System von der späteren National Wrestling Alliance (NWA) übernommen und ausgebaut.

### Gründung der NWA und First Golden Age (1950er–1970er Jahre)

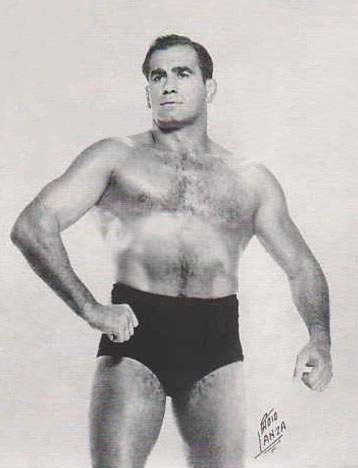
NWA-Champion Lou Thesz, ca. 1950

Im Sommer 1948 wurde bei einem Treffen von Promotoren, die fast ausschließlich der National Wrestling Association angehörten, in Iowa die National Wrestling Alliance gegründet. Bei einem zweiten Treffen im September des gleichen Jahres einigte man sich dort darauf, einen einheitlichen – das heißt, einen von allen Mitgliedsverbänden anerkannten – World Title einzuführen, der global zu verteidigen sei. Aus diesem Grund einigten sich die Anwesenden auf Orville Brown, der als erster NWA World Heavyweight Wrestling Champion in die Geschichte einging. Man beschloss, auch den einstigen Mutterverband einzugliedern, und es wurde zwischen den Promotoren der beiden NWAs eine Storyline für eine Titelvereinigung ausgearbeitet. Doch eine Unfallverletzung Browns vereitelte diese, und der World Title der National Wrestling Alliance wurde am 27. November 1949 kampflos dem amtierenden Schwergewichtsweltmeister der National Wrestling Association, Lou Thesz, zugesprochen. An diesem Tag ging die alte NWA in der neueren auf. Die erste Titelregentschaft von Thesz dauerte über sechs Jahre.

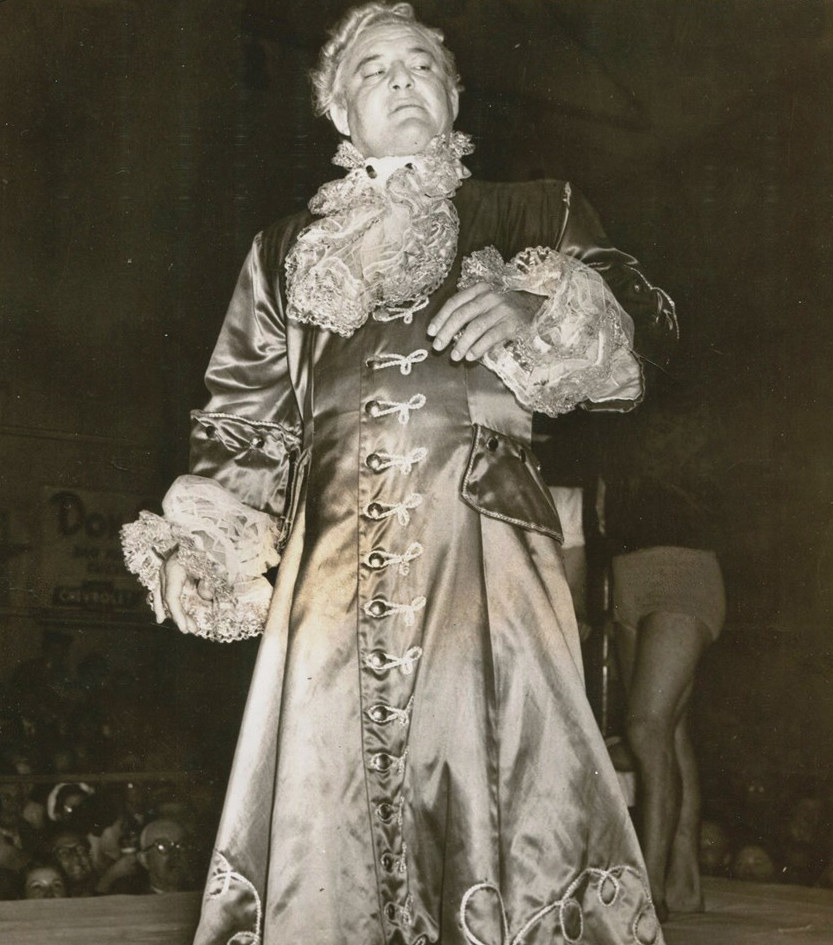
Stilprägend: Gorgeous George, 1954

Das so genannte „erste goldene Zeitalter im Wrestling“ (First Golden Age) begann in den 1950er Jahren. Die Idee der Veranstalter wurde es nun, ihre Shows auf das Hauptmatch zu konzentrieren, um somit mehr Spannung und Interesse zu wecken. In dieser Zeit wurde der Begriff „Main Event“ das tragende Wort. Die NWA führte dazu wieder das Territoriensystem ein, jedoch war es diesmal viel besser geplant und koordiniert. Einige bekannte Wrestler wurden von Gebiet zu Gebiet geschickt, um dort mit den jeweiligen Wrestlern zusammenzuarbeiten und diese bekannt zu machen. Auch das Fernsehen wurde für die Promoter immer interessanter, zugleich war das Abfilmen von Wrestling-Veranstaltungen für das Fernsehen billig zu produzieren. Wrestling zählte schnell zu den populärsten Sendungen des noch jungen Massenmediums. Einer der größten Stars dieser Zeit neben Lou Thesz war Gorgeous George (George Raymond Wagner), dessen Stil die Entwicklung des modernen Wrestlings maßgeblich prägte. Sein Auftreten als extravaganter und dekadenter Bösewicht wurde von zahlreichen späteren Wrestlern imitiert, etwa von Ric Flair. George übte auch auf die Unterhaltungs- und Sportindustrie Einfluss aus, etwa auf Muhammad Ali. Neben der NWA bildeten sich die American Wrestling Association sowie die World Wide Wrestling Federation. Die AWA wurde zur beliebtesten Liga. Der damalige Chef der Promotion war Verne Gagne. Ab 1963 verließen immer mehr Wrestler die NWA und wechselten zur WWWF. Das war der erste Schritt dieser Liga zur Dominanz auf dem amerikanischen Wrestling-Markt.

### Golden Era (1980er–1990er Jahre)

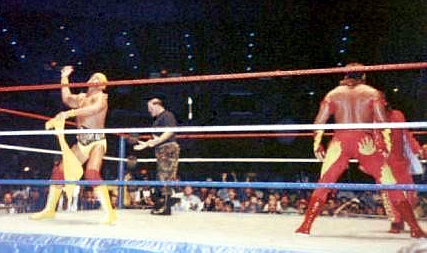
Der sechsfache WWF World Heavyweight Champion Hulk Hogan

Die NWA verlor immer mehr an Bedeutung, da ihr Konzept nicht mehr der Zeit entsprach, und die World Wrestling Federation (WWF) (heute: WWE) wurde immer einflussreicher. Federführend war dabei Vince McMahon, der die WWF 1983 von seinem Vater übernahm. Durch gezieltes Marketing avancierte Hulk Hogan zum Aushängeschild des Wrestlings und machte es landesweit populär; es wurden auch erstmals im Wrestling Merchandising-Artikel produziert.

#### „WrestleMania“
Seinen landesweiten Durchbruch erlebte das Wrestling ab März 1985, als die WWF (heute WWE) zum ersten Mal eine „WrestleMania“ veranstaltete. Das neue Konzept bestand daraus, nicht jede Woche wichtige Matches zu bringen, sondern das Geschehen auf einen speziellen Tag und eine spezielle Show (in diesem Fall WrestleMania) zu konzentrieren und in den Wochen davor alles um diese Show aufzubauen. Dazu wurden mehr und mehr Prominente in das Geschehen einbezogen, sodass immer mehr Aufmerksamkeit durch die Medien erlangt werden konnte. Die bekanntesten Beispiele hierfür waren Muhammad Ali, Mr. T und Floyd Mayweather, der bei WrestleMania 24 gegen Big Show angetreten ist. Da man Sport und Entertainment (Unterhaltung) immer mehr verband, entwickelte sich der Begriff des Sports Entertainment. WrestleMania war der erste große Schritt zur WWE in ihrer heutigen Form. Um den Erfolg von WrestleMania zu nutzen, wurden Schritt für Schritt weitere Pay-per-Views eingeführt, die damals die Haupteinnahmequelle waren. Von dem neuartigen Konzept von WrestleMania entwickelte sich diese Show im Laufe der Zeit zum wichtigsten Ereignis in der Wrestling-Welt. Beispielsweise sahen am 30. März 2008 in der Citrus Bowl in Orlando (Florida) genau 74.635 Zuschauer WrestleMania vor Ort.

### Monday Night Wars (1990er Jahre)

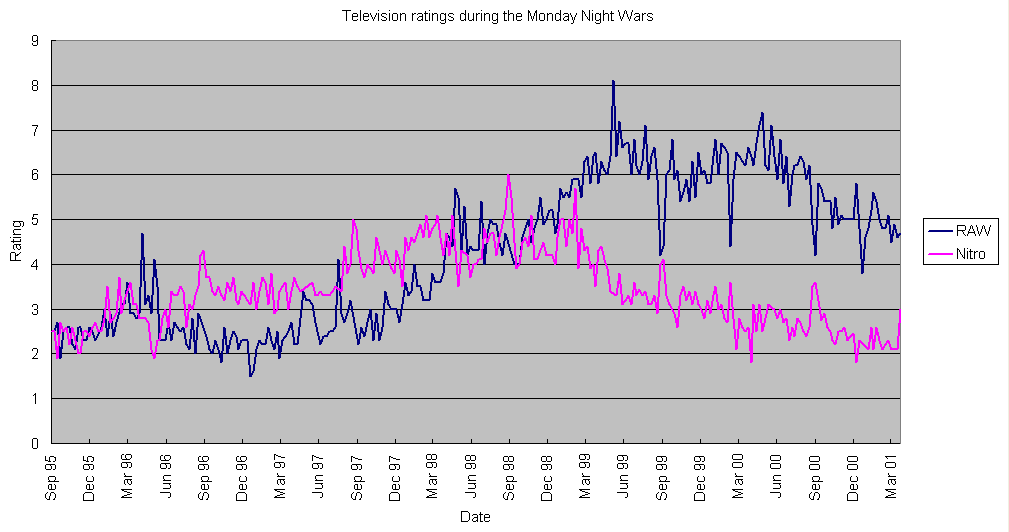
Monday Night Wars Ratings

Mitte der 1990er Jahre bekam die WWF durch die von Ted Turner unterstützte Liga WCW Konkurrenz. Die Montagsshows, die beide Ligen fast zeitgleich ausstrahlten, ebneten den Weg zu den legendären Montagskriegen (Monday Night Wars), die zu Spitzenzeiten von bis zu etwa zehn Millionen Zuschauern in den USA gesehen wurden. Dieser „Krieg“ war weder inszeniert noch gespielt, und es handelte sich um keine Storyline. So versuchte unter anderem die Fraktion D-Generation X, in das Hauptgebäude der WCW einzudringen, oder sie tauchte während WCW-Shows vor den Arenen auf. Ziel dieser Aktionen war es, die Aufmerksamkeit der unentschlossenen Fans auf die eigene Liga zu richten. Dabei waren den Promotern fast alle Mittel recht. Viele Zuschauer schalteten auch während der Shows hin und her und versuchten, beide Shows zu verfolgen. 2000 endeten die Montagskriege, nachdem die WCW nur noch Verluste einfuhr und von Turner zum Verkauf angeboten wurde. Mitte März 2001 konnte Vincent McMahon die Gunst der Stunde nutzen und kaufte die WCW für nur vier Millionen Dollar. So endeten die Monday Night Wars.

#### Montreal Screwjob (1997)

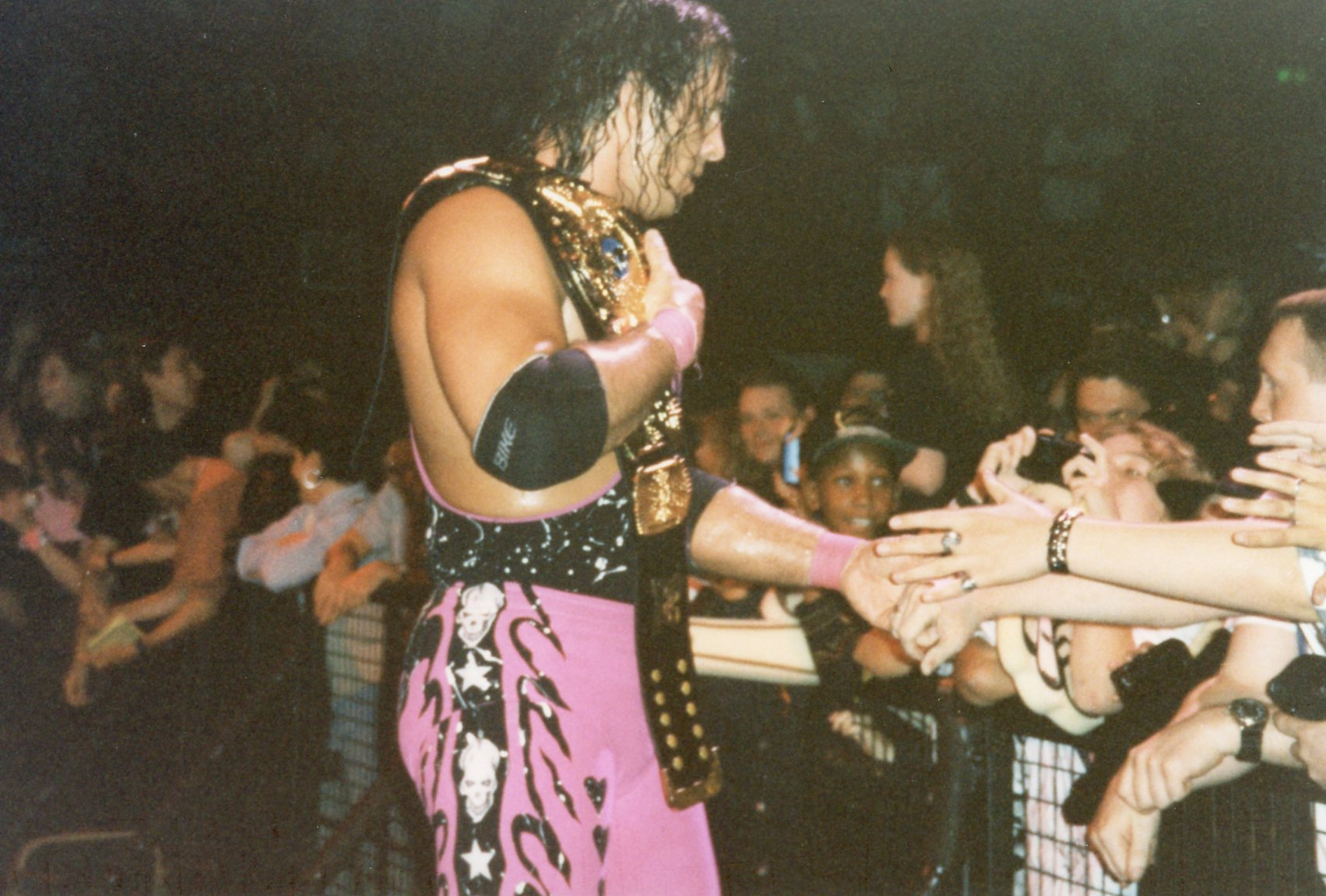
Der fünffache WWE Champion Bret Hart.

1996 bekam Bret Hart Vertragsangebote von seinem damals aktuellen Arbeitgeber, der WWF, heute WWE, aber auch von der WCW, die ihm für drei Jahre ca. neun Millionen Dollar anboten. Hart entschied sich für die WWF und konnte beim SummerSlam 1997 den Undertaker in einem Match um dessen WWE-Titel besiegen. Hart war jedoch mit seiner Rolle in den Shows unzufrieden, und als Vince McMahon ihm offenbarte, dass er ihn sich nicht mehr leisten konnte, unterschrieb Hart für drei Jahre bei der WCW. Bei der Survivor Series 1997 sollte es zu einem Titelmatch gegen Shawn Michaels kommen, das Hart hätte verlieren sollen. Das Brisante war, dass die Show in Harts Heimatstadt Montreal stattfand. Jedoch hatte er laut seinem Vertrag das Recht, die letzten 30 Tage seines WWE-Vertrags selbst zu bestimmen. Im Laufe des Nachmittages vor dem Match soll es hinter der Bühne sehr konfus und wild zur Sache gegangen sein. Während des Matches kam Vince McMahon mit einigen Offiziellen an den Ring. Eigentlich hätte Michaels Hart in einen Aufgabegriff nehmen sollen, und danach hätte ein wilder Schlagabtausch der beiden entstehen sollen, doch der Ringrichter Earl Hebner brach das Match hektisch auf ein Zeichen McMahons ab, und Shawn Michaels wurde zum Sieger via Aufgabe gekürt. Bret Hart war außer sich vor Wut und spuckte Vince McMahon ins Gesicht. Hart ging danach sehr verärgert und wütend ab. Anschließend kam es in einem Umkleideraum zu einem Faustschlag von Hart gegen McMahon. Diese Story wurde als Montreal Screwjob, also „Betrug von Montreal“, bekannt und war keine Storyline.

#### Attitude Era (Ende der 1990er Jahre)

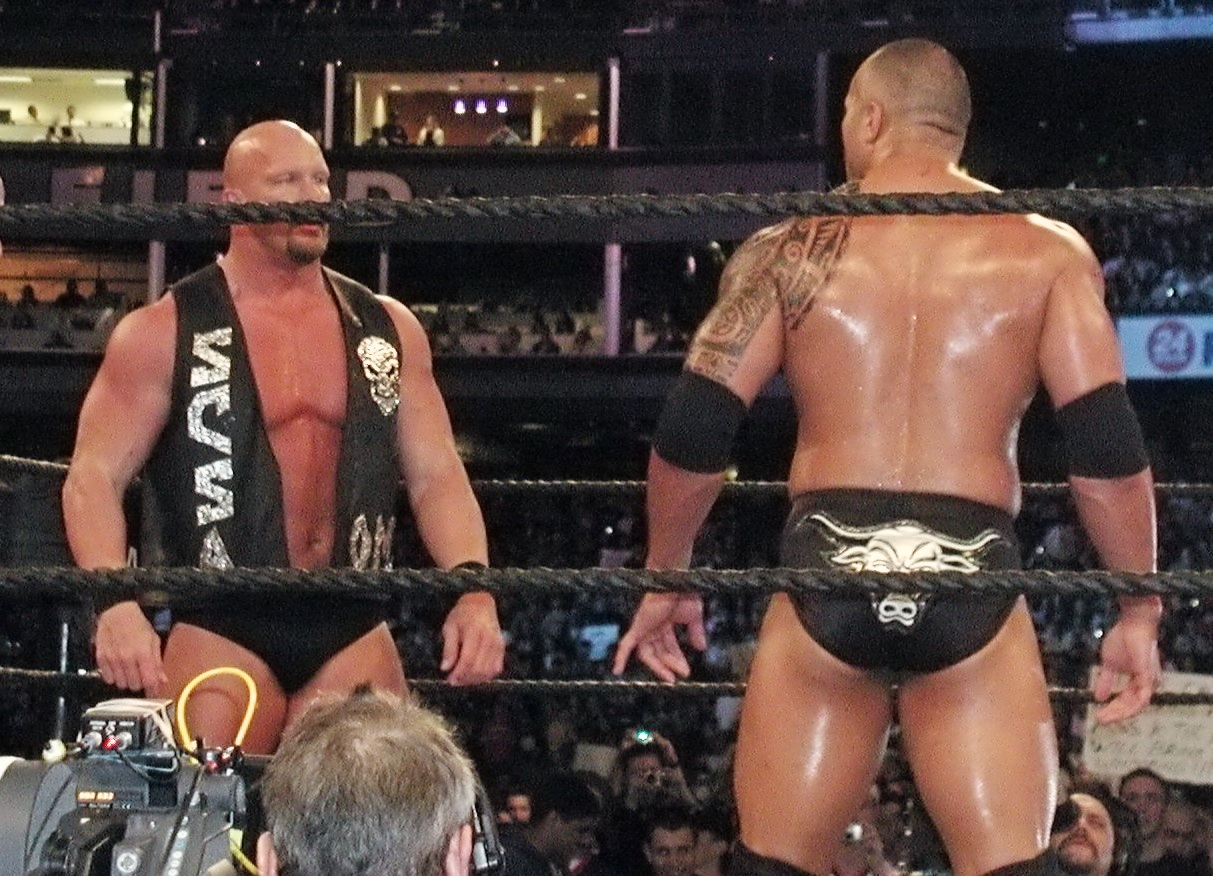
Steve Austin vs. The Rock bei WrestleMania XIX.

Während die WWF im „Krieg“ mit der WCW war, entwickelte man eine neue Strategie, wie sich die eigene Liga besser von der Konkurrenz abheben könnte. Die WWF baute darauf, neue Stars zu erschaffen, neue Ideen zu entwickeln und Grenzen zu überschreiten. Die Superstars dieser Ära erreichten schließlich Kult- oder Legendenstatus. Mit der Fehde zwischen Steve Austin und der D-Generation X war ein revolutionärer Ansatz geschaffen. Sowohl Austin als auch der Gruppierung DX waren Regeln unwichtig, und Austin und die DX taten das, was zu der Zeit undenkbar war: Sie legten sich mit ihrem Boss an. Dies verschaffte der WWF einen kleinen Vorsprung im „Krieg“ mit der WCW, der letztendlich zum Sieg genutzt werden konnte. Die Attitude Era war der Weichensteller des heutigen Wrestlings und konnte so auch der WWE ihre Position sichern.

### Der Marktführer WWE (2000er Jahre bis heute)
Im Jahr 2001 wurde die WWE mit dem Ende seiner beiden Konkurrenten zum weltweit führenden Wrestling-Unternehmen. Die ECW befand sich zu Beginn des Jahres in einer finanziellen Notlage, und Heyman beantragte am 4. April 2001 die Insolvenz. Die WCW verlor weiterhin mehr Geld. Die bisher größte Konkurrenz für die WWE endete am  23. März 2001, nachdem die WWE die Promotion erworben hatte.

#### Konkurrenz für die WWE

##### Total Nonstop Action-Wrestling
Die TNA, vormals NWA/TNA, wurde 2001 von Jerry Jarrett, Jeff Jarretts Vater, als neue Teilorganisation der National Wrestling Alliance gegründet und von der in den US-Medien stark vertretenen Familie Carter als Konkurrenz zur WWE ins Leben gerufen. Mit der Zeit konnte sich die TNA als Nachfolgeliga der WCW langsam Marktanteile sichern. Dabei baute man anders als die WCW nicht auf Ähnlichkeiten, sondern arbeitete die Unterschiede zum Konkurrenzprodukt heraus. So ließ man bis 2009 die Matches in einem sechseckigen Ring bestreiten, und man legte mehr Wert auf technisches Wrestling und weniger auf das Entertainment. Ein großer Wurf gelang der TNA Ende 2005 mit der Verpflichtung von Sting, dem einzigen ehemaligen WCW-Champion, der nie bei der WWE angetreten war. Dadurch konnte man einerseits die Eigenschaft als WCW-Nachfolger herausstellen, andererseits erneut auf die Einzigartigkeit der TNA hinweisen. Bei TNA treten viele ehemalige ECW-, WCW- und WWE-Wrestler an, darunter Hulk Hogan, Sting, Kurt Angle und Jeff Hardy. In Europa hatte deren TV-Show Impact Wrestling zum Teil mehr Zuschauer als das Programm von WWE.

##### Independent-Ligen
Unter „Independent-Ligen“ (unabhängigen Ligen) versteht man Ligen, die nur halbprofessionell arbeiten. Der größte Unterschied zu großen Wrestling-Organisationen besteht darin, dass Independent-Ligen keine festen TV-Verträge haben und dass die jeweils aktiven Wrestler nicht vertraglich an die Liga gebunden sind. Die Veranstaltungen finden meistens in Sporthallen statt, da die Veranstalter die Kosten für größere Hallen nicht decken könnten. Wrestler, die für diese Ligen antreten, haben generell nur an Wochenenden Auftritte (meistens zwei, teilweise auch drei) und gehen während der Woche anderen Berufen nach. Das Ziel der meisten Independent-Wrestler ist es, von Scouts der großen Ligen gesehen zu werden und danach möglicherweise einen Vertrag angeboten zu bekommen. Diesen Schritt haben bisher einige Wrestler geschafft (u. a. AJ Styles, CM Punk, Daniel Bryan, Samoa Joe und Seth Rollins). Gelegentlich werden auch ehemalige Stars großer Ligen verpflichtet, um Zuschauer anzulocken. Independent-Ligen sind für ihre mehr technik- oder gewaltorientierten Wrestling-Stile bekannt und bedienen damit hauptsächlich die Zielgruppen der Smart-Marks- und Hardcore- und Death-Match-Fans. Die bekanntesten Independent-Ligen der Vereinigten Staaten sind Ring of Honor, Combat Zone Wrestling und die Independent Wrestling Association.

## Prinzip und Technik

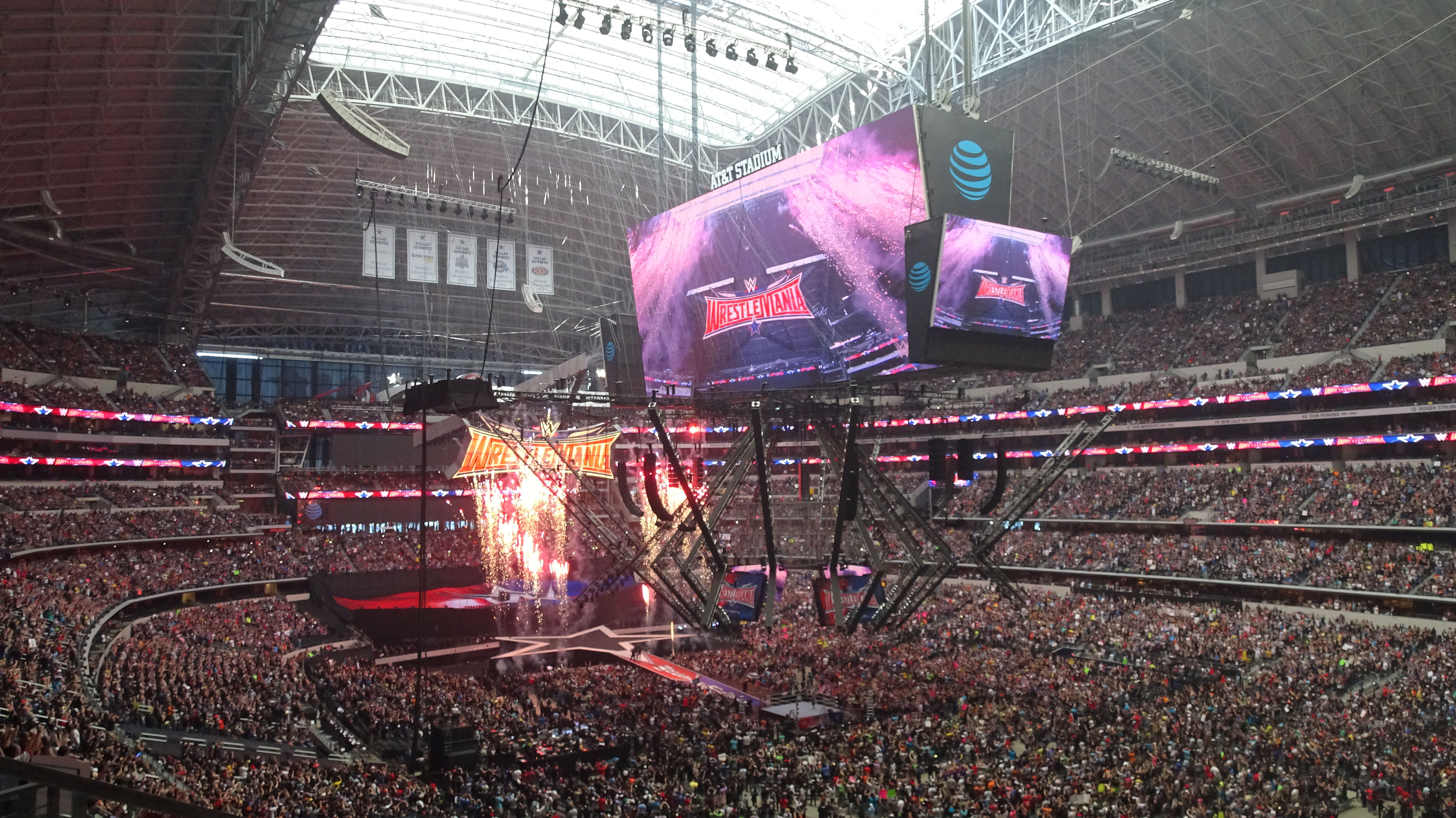
Das WrestleMania 32-Event im Jahr 2016

Wrestling findet in einem Ring statt, der einem Boxring ähnelt und welcher in der Regel 7 × 7 Meter groß ist. Kleinere Ligen verwenden die alte Standardgröße von 5 × 5 Metern, da sie in der Regel in kleineren Räumen oder Hallen veranstalten. Der Wrestling-Ring hat im Gegensatz zum Boxring gewöhnlich drei anstatt vier Seile sowie vier Ringecken und zwei Treppen, die zum Ring führen. Die Ringoberfläche steht etwa 70 cm über dem Boden und besteht aus gepolsterten Matten und Holz. Das oberste Ringseil befindet sich etwa auf der Höhe von 140 cm. In professionellen Ligen (auch Promotions genannt) gibt es an einem Ende der Halle eine große Tribüne, auf der die Athleten die Halle betreten. Auf dieser höhergelegenen Plattform wird für einige Athleten ein kleines Feuerwerk (pyro) gezündet, um deren Einmarsch interessanter und spektakulärer zu gestalten. Außerdem werden bei den Einmärschen der Wrestler Erkennungslieder (themes) gespielt, um die Fans einzustimmen. Zum Ring hinunter führt eine Rampe aus Stahl. Die Zuschauer sind durch eine Absperrung von den Kämpfern getrennt, die etwa 2 Meter vom Ring entfernt steht. Außerdem stehen bei Fernsehaufzeichnungen neben dem Ring Pulte, an denen die Kommentatoren sitzen.
Ein Match beginnt, wenn der Ringrichter die Ringglocke ertönen lässt. Das Match endet durch:

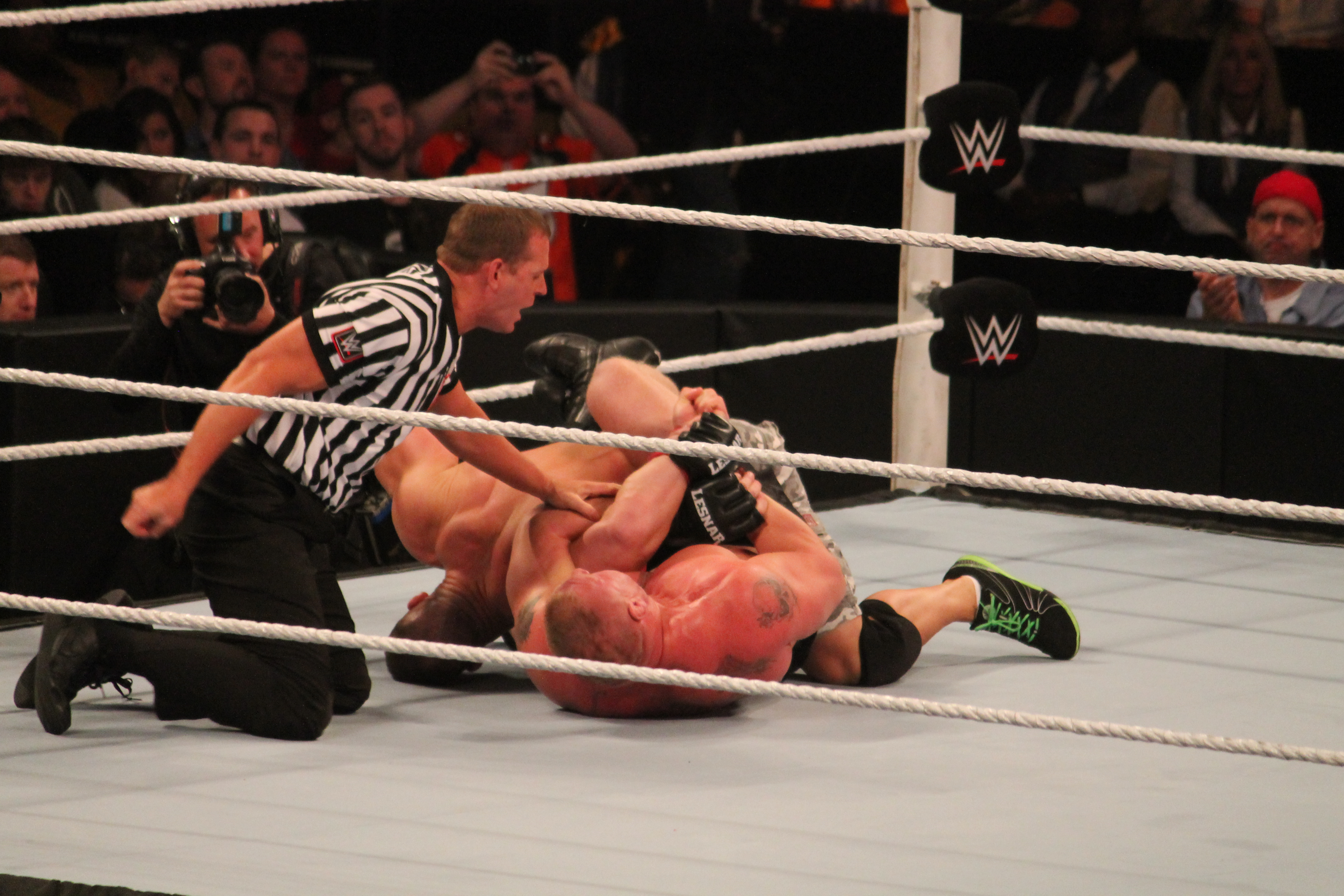
Brock Lesnar führt sein Submission Move Kimura Lock an John Cena aus.

- Pinfall: Hierbei drückt der eine Wrestler die Schultern des anderen drei Sekunden lang auf die Matte.
- Submission: Einer der Wrestler befindet sich im Aufgabegriff (Submission Hold) des anderen und kann sich daraus nicht mehr befreien. Um die Aufgabe anzuzeigen, muss der Unterlegene auf die Matte klopfen oder in einem I-Quit-Match die Worte I quit sprechen.
- Knockout: Der Wrestler verliert während des Matches oder eines Aufgabegriffes das Bewusstsein. Um den K. o. festzustellen, hebt der Ringrichter den Arm des Wrestlers dreimal in die Luft, fällt er dreimal auf die Matte zurück, verliert er das Match durch K. o.
- Countout: Es darf sich nur zehn Sekunden außerhalb des Ringes aufgehalten werden; sollte diese Zeit überschritten werden, wird das Match beendet. Es reicht aber, das Ringinnere zu berühren, um den Countout abzubrechen. In Japan sowie bei einigen Matcharten von Ring of Honor (z. B. die Matches der ROH Pure Championship) beträgt die Zeit, die außerhalb des Ringes verweilt werden darf, 20 Sekunden. Befinden sich nach 10 Sekunden beide Wrestler außerhalb des Ringes, verlieren beide das Match. Man spricht in diesem Fall von einem Double Countout.
- Disqualifikation: Ein Wrestler verliert durch Disqualifikation, wenn er einen verbotenen Gegenstand einsetzt oder ein anderer Wrestler in das Match eingreift. In diesem Fall verliert der Wrestler, zu dessen Gunsten der Eingriff geschieht.

Der Ringrichter kann das Match auch abbrechen, wenn er denkt, dass ein Wrestler das Match nicht mehr fortsetzen kann.
Diese Angaben beziehen sich auf normale Matches, wie sie vornehmlich vorkommen. Andere Matcharten haben spezifische Regeln: So gibt es in einem „Last-Man-Standing-Match“ weder eine Disqualifikation noch einen „Countout“ oder „Pinfall“ und „Submission“ (Aufgabe). Für Weiteres siehe: Wrestling-Matcharten.

## Matchhandlung

Daniel Bryan führt die Yes! Kicks an Triple H aus.

Während der Matches zeigen die Athleten verschiedene Arten von Aktionen, um ihre Gegner zu schwächen. Derartige Wrestling-Kampftechniken existieren in vielen Variationen, deren Ausführung allerdings auch sehr gefährlich sein kann. Der Grundsatz gilt: je gefährlicher und spektakulärer, desto interessanter für das Publikum. Man unterscheidet im Groben zwischen Sprüngen, Würfen, Haltegriffen sowie Schlägen und Tritten. Dabei werden die Aktionen so ausgeführt, dass sie dem Zuschauer zwar möglichst realistisch erscheinen, aber der Gegner nicht verletzt wird. Die allgemeine Behauptung, dass Wrestling eine „vollkommen kontaktlose Kampfart“ sei, ist jedoch falsch. Des Öfteren traten durch unsichere Ausführungen auch karrierebeendende Verletzungen der Akteure auf.
Selling
Mindestens genauso wichtig wie die Fähigkeit eines Wrestlers, einen Gegner anzugreifen, ist es, die Angriffe des Gegners möglichst gut aussehen zu lassen. Den Ausdruck „Selling“ könnte man mit „verkaufen“ übersetzen; hierbei geht es darum, eine Aktion des Gegners möglichst realistisch und effektiv aussehen zu lassen. Das Over-Selling ist die Steigerungsform und bezeichnet das übertriebene und unrealistische „Verkaufen“ einer Aktion. Over-Selling kann oft bei jüngeren Athleten auftreten, die noch nicht viel Erfahrung im Ring gesammelt haben. Es gibt auch erfahrene Wrestler, bei denen Over-Selling zum Charakter gehört, so zum Beispiel Hulk Hogan, Shawn Michaels oder The Rock.

## Akteure
Pro-Wrestler sind Athleten. Sie sind Sportler und trainieren regelmäßig, um ihren Beruf ausüben zu können. Jedoch müssen Wrestler auch über gewisse schauspielerische Fähigkeiten verfügen, um erfolgreich zu sein und authentisch zu wirken. Man muss jahrelang trainieren, um sich im Ring sicher bewegen zu können. Dazu besuchen jüngere Wrestler Wrestling-Schulen, die es auch in Deutschland gibt. Eine der wichtigsten Fähigkeiten, die in den Schulen vermittelt werden, ist die Kunst des richtigen Fallens, denn nur so kann man harte Aktionen der Gegner kompensieren. Die ständige Aufrechterhaltung der körperlichen Fitness ist unerlässlich, um Verletzungen vorzubeugen. Je nach Status und Erfolg im Wrestling-Geschäft sind für absolute Topstars Verdienste in mehrfacher Millionenhöhe möglich.

## Titel und Meisterschaften
Die Grundidee des Wrestlings ist das Auskämpfen von Titeln. Seit es Ligen gibt, also seit Anfang des 20. Jahrhunderts, wurden auch Titel verteidigt. Im Laufe der Entwicklung des Wrestlings wurden diese Titel immer bedeutsamer, und teilweise drehten sich ganze Shows nur um die Titel. Heutzutage gibt es in den großen Verbänden meistens zwei bis vier verschiedene Titel, die für jeweilige Divisionen gedacht sind.
Titelanwärter beim Wrestling sind jene Athleten, die gut beim Publikum ankommen, egal ob im positiven oder negativen Sinne. Sie haben gute Chancen, eines Tages einen Titel zu erhalten. Alle Wrestler werden sowohl von den Schreibern als auch den Besitzern der Liga ständig beobachtet. Das letzte Wort liegt normalerweise bei den Besitzern, aber auch Wrestler mit hohem Einfluss und/oder der sog. „kreativen Kontrolle“ (einer Klausel, die dem Wrestler erlaubt, selbst zu entscheiden, ob er als Heel (Bösewicht) oder Face (Held) auftreten will, oder ob sich das Gimmick anderweitig ändert). Eine solch radikale Änderung wird allerdings meist nur Legenden wie beispielsweise Hulk Hogan zugestanden. Es kommt mitunter vor, dass Titel aberkannt werden. Dies kann Teil einer Storyline sein, die aber meistens aufgrund einer realen Verletzung oder eines Fehlverhaltens der Realperson geschrieben werden muss. Während bis in die beginnenden 1990er Jahre die Titel nur selten wechselten, finden Titelwechsel seitdem öfter statt, um das Publikum halten zu können. Gerade diese Vorgehensweise wird jedoch auch dahingehend kritisiert, dass Titel dadurch an Wert verlieren. Es gibt unter anderem folgende Titeldefinitionen.

### World Championships
Die World Heavyweight Championship (auch nur World Championship) ist die Bezeichnung für die Meisterschaft, die als die prestigeträchtigste Meisterschaft im Rahmen einer Liga präsentiert wird. Der Wrestler, der eine Meisterschaft mit diesem Namen hält, wird am häufigsten als „World Heavyweight Champion“ oder „World Champion“ bezeichnet (obwohl einige Ligen synonyme/alternative Begriffe verwenden können, wie der Universal Championship, die World Championship von SmackDown). Im Wrestling gibt es keine Gruppe von Leuten, die einen offiziellen World Champion der Branche anerkennen. Stattdessen kann jede Liga ihren Top-Titel als World Championship bezeichnen, wobei einige Ligen erst die Bezeichnung beanspruchen, wenn der Titel in Titelmatches auf der ganzen Welt verteidigt wird. Einige Ligen können sogar mehrere World Championships anerkennen, wie dies bei WWE der Fall ist, da diese aufgrund der Größe ihres Kaders ihr Roster in sogenannte Brands aufteilt, wo Wrestler ausschließlich für ein Brand auftreten, und ihre Brands Raw und SmackDown jeweils ihre eigene World Championship haben.
Die erste anerkannte Weltmeisterschaft im Schwergewicht war die World Heavyweight Wrestling Championship, die 1905 eingeführt wurde, und der erste Champion war George Hackenschmidt. Die Abstammung vieler World Championships kann auf diesen Titel zurückgeführt werden, wobei die NWA World Heavyweight Championship als ihr direkter Nachfolger gilt, und das Erbe der World Heavyweight Championship kann bis zu diesen Titel zurückverfolgt werden. Im Wrestling gilt die WWE Championship allgemein als einer der prestigeträchtigsten Titel.

### Sekundär-Titel

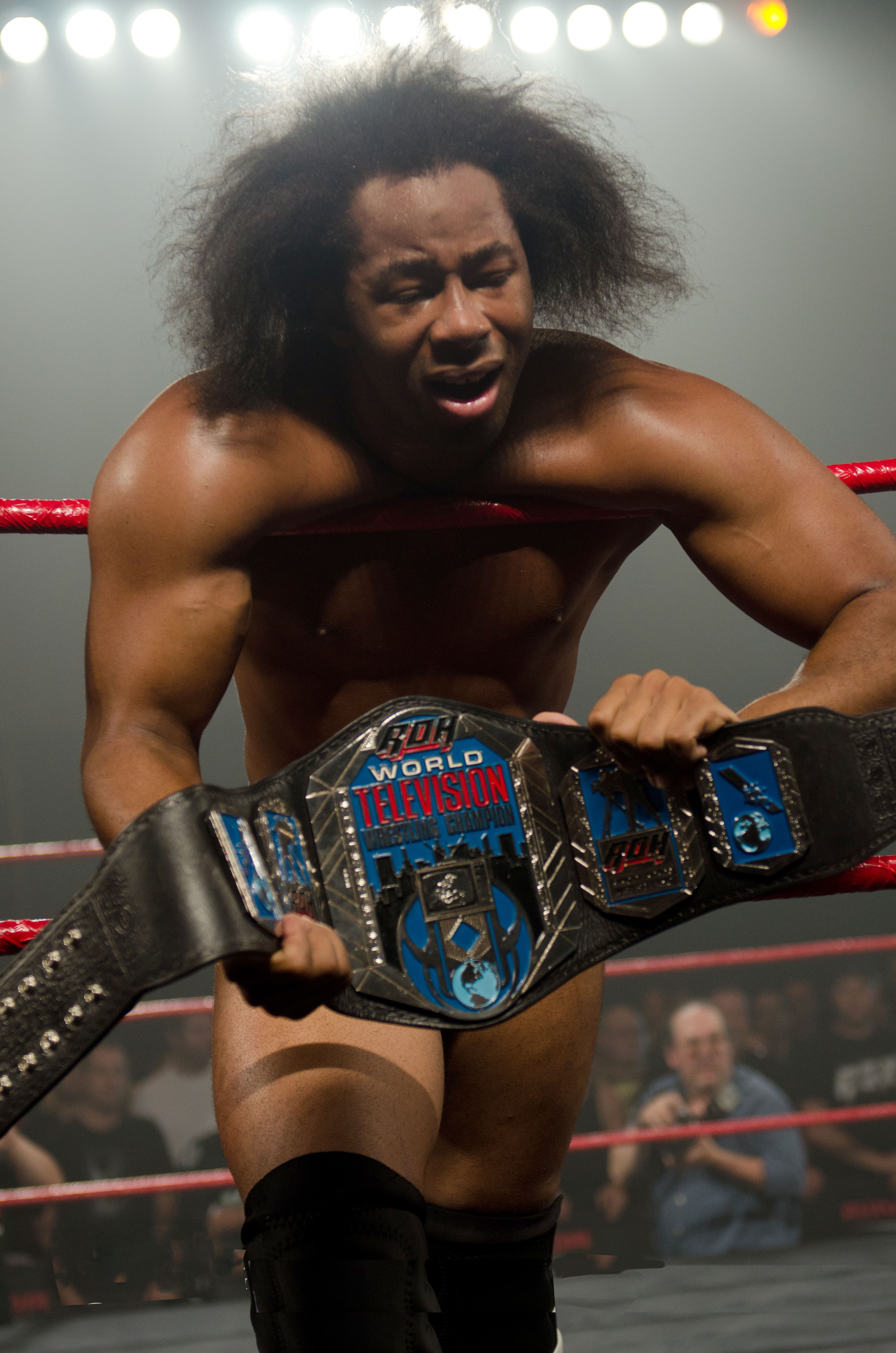
Jay Lethal als ROH World Television Champion

Zweitwichigster Titel einer Promotion. Häufig sind dies territoriale Championships. Diese Meisterschaft gibt normalerweise den Ort an, an dem die Liga ihren Sitz hat, etwa die United States Championship. Manchmal kann es einen bestimmten Staat oder ein bestimmtes Territorium angeben, wie zum Beispiel die AAA Latin American Championship. Es ist auch üblich, dass die  Meisterschaft eine kleinere Unterteilung der Welt angibt, ein Beispiel ist die WWE Intercontinental Championship oder die IWGP Intercontinental Championship. Es ist sehr üblich, dass diese Variationen die zweitprestigeträchtigste Meisterschaft in einer Liga sind, aber es gab Ausnahmen, wie die heute nicht mehr existierende WWE European Championship, die als tertiäre Einzelmeisterschaft der Liga diente, und die NWA United States Heavyweight Championship, von der viele NWA-Territorien Versionen erstellten und als ihre prestigeträchtigste Meisterschaft bewarben, wenn der NWA World Heavyweight Champion nicht da war.
Zudem gibt es Sekundär-Titel, die nicht territorial definiert sind, sondern etwa nach einem Fernsehsender benannt sind, etwa die AEW TNT Championship, oder einen unabhängigen Namen tragen, wie die Impact X Division Championship.

### Women’s Championships

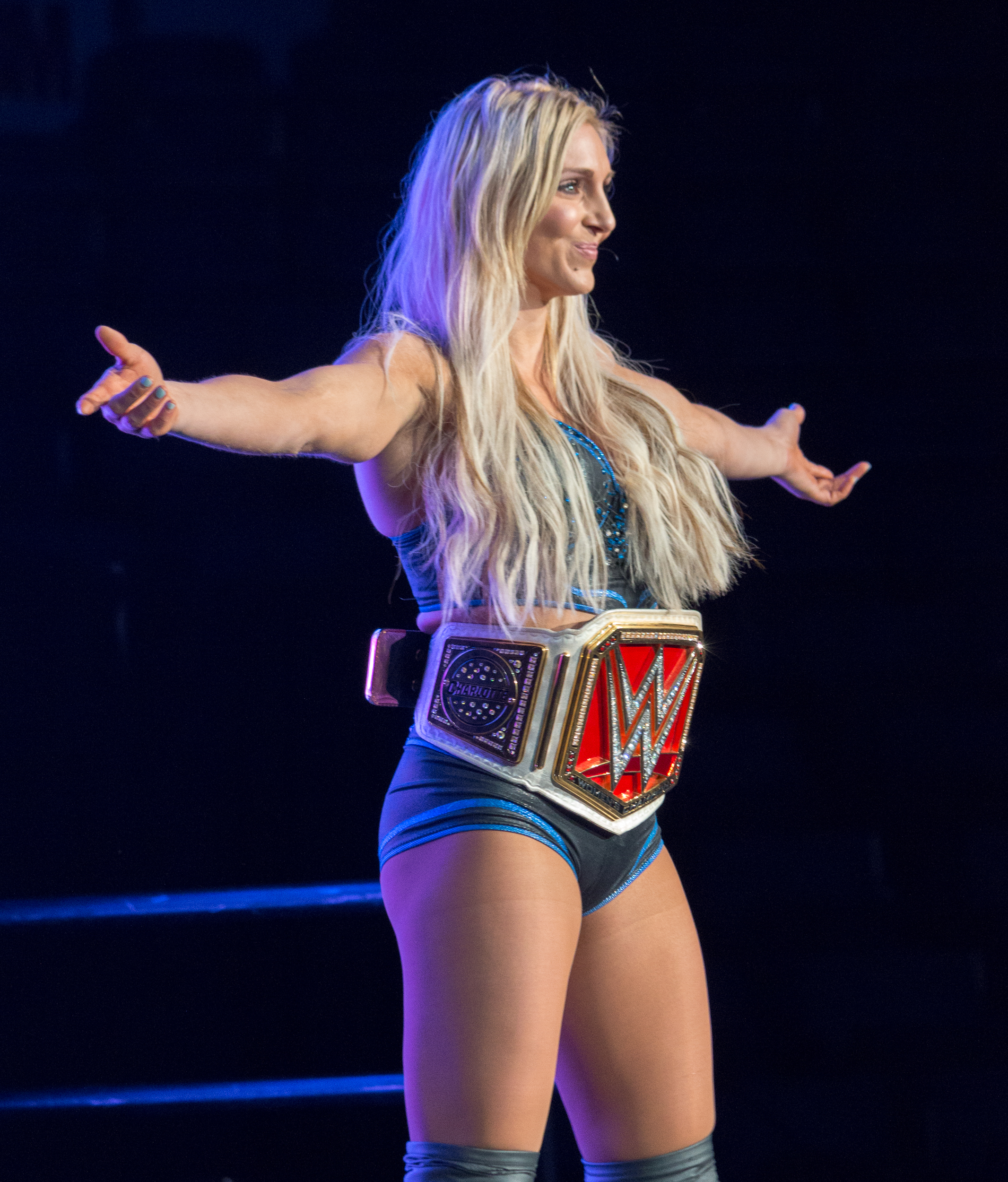
Die vierzehnfache Women’s Champion Charlotte Flair

Das Geschlecht spielt eine Rolle bei der Klassifizierung von Meisterschaftsgürteln. Da Wrestling ein von Männern dominierter Sport ist, werden nur Frauentiteln offizielle Geschlechterklassifizierungen gegeben. Bei Ligen mit nur einem Geschlecht (wie Women of Wrestling oder Shimmer Women Athletes) fällt die Geschlechtszuordnung weg. Titel, die speziell für Frauen bestimmt sind, können auch in den Kategorien World Championship und Tag Team Championship fallen.
Im Allgemeinen dürfen nur Männer die Meisterschaften ohne Geschlechtsangabe gewinnen, aber es gab auch bemerkenswerte Ausnahmen. Chyna besiegte Jeff Jarrett im Jahr 1999, um die WWE Intercontinental Championship zu gewinnen, und Tessa Blanchard besiegte Sami Callihan im Jahr 2020, um die Impact World Championship zu gewinnen. In seltenen Fällen tritt ein männlicher Ringer in Meisterschaftskämpfen für Meisterschaften an, die im Allgemeinen ausschließlich in der Frauenklasse ausgetragen werden. Zu diesen Beispielen gehören Harvey Wippleman als einziger Mann, der die WWF Women’s Championship im Jahr 2000 gewann, und Eric Young, der im Jahr 2012 die TNA Knockouts Tag Team Championship gewann.

### Tag Team Championships

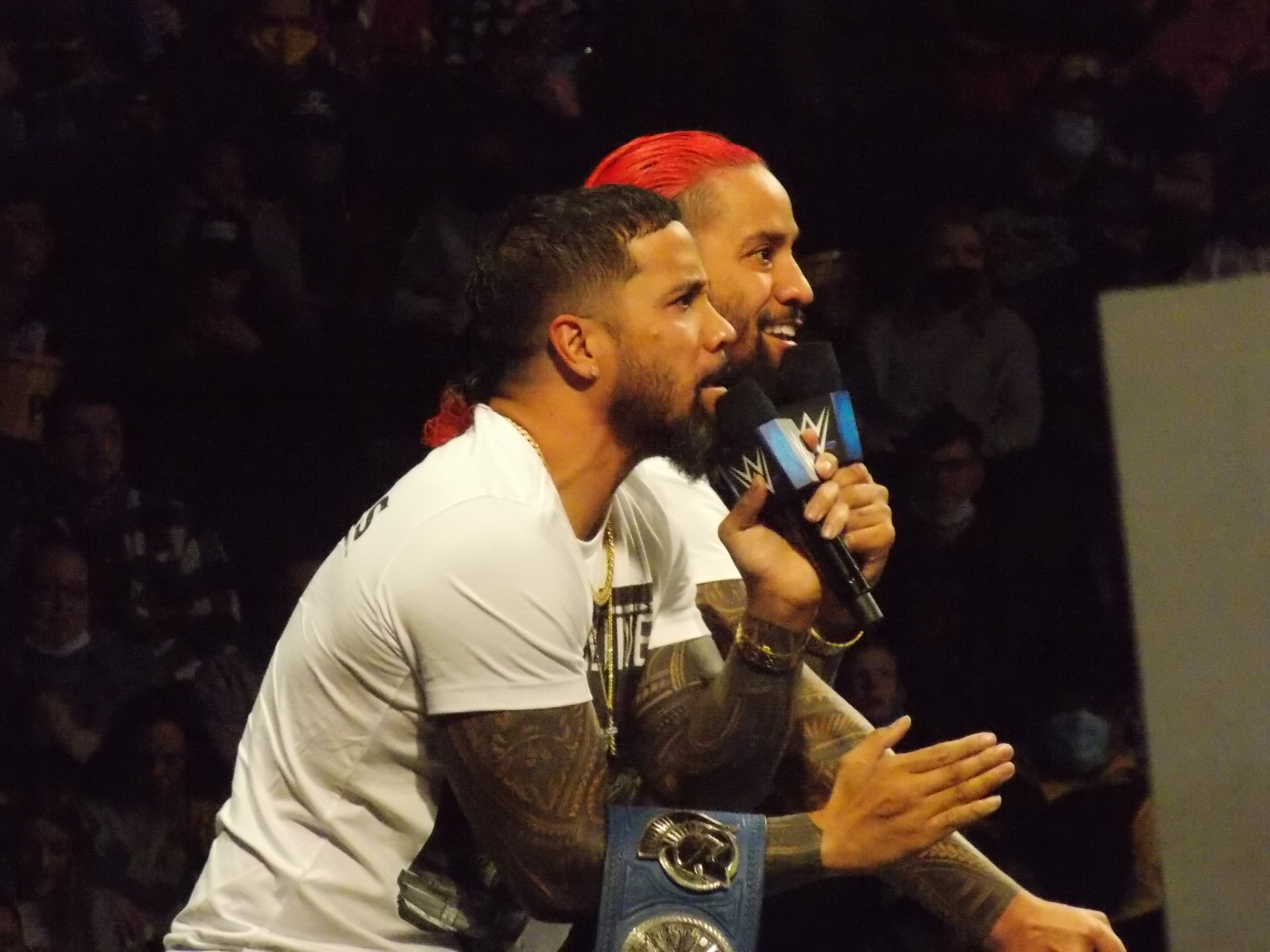
Die achtfachen Tag Team Champions The Usos

Tag-Team-Meisterschaften sind eine weitere Form von Wrestling-Titeln. Tag-Team-Meisterschaften sind einzigartig in ihrer Fähigkeit, mehrere Wrestler in Teams aufzunehmen, die um den Titel kämpfen. Die häufigste Form von Tag-Team-Meisterschaften findet im 2-gegen-2-Format statt, was oft implizit verstanden wird. Andere Tag-Team-Meisterschaften umfassen 3-gegen-3- und 4-gegen-4-Formate, die oft explizit im Meisterschaftsnamen angegeben werden, um sie von den 2-gegen-2-Meisterschaften zu unterscheiden, etwa die AEW World Trios Championship.
Einige Teams können sich auf die sogenannte „Freebird-Regel“ berufen, bei der ein Stable mit drei oder mehr Wrestlern offiziell als Champion anerkannt wird, sodass jede Paarung der Mitglieder die Meisterschaft verteidigen kann. Diese Regel wird am häufigsten auf die 2-gegen-2-Tag-Team-Meisterschaft angewendet, obwohl sie auch auf die anderen Varianten angewendet wurde.

### Triple Crown und Grand Slam Champion
Ein Wrestler bildet die „Triple Crown“, wenn er im Laufe seiner Karriere drei spezifische Meisterschaften einer Promotion erhalten hat. Erhält dieser Wrestler eine vierte spezifische Meisterschaft, bildet er den Grand Slam. Diese spezifischen Meisterschaften werden meistens in die folgenden Kategorien eingeteilt: Weltmeisterschaft, Sekundärmeisterschaft, Tertiär-Meisterschaft und Tag-Team-Meisterschaft.

## Verletzungen und Gefahren
Auch wenn die Aktionen und Manöver der Wrestler im Ring inszeniert werden und Wrestler professionell trainierte Athleten sind, ist das Verletzungsrisiko sehr hoch. Die Aktionen im Ring benötigen jahrelanges Training, um sicher und glaubwürdig ausgeführt werden zu können. Daher wird von der Nachahmung dringend abgeraten. Vor den Kämpfen wärmen sich die Athleten mehrere Minuten intensiv auf und bereiten sich mental auf den Kampf vor. Besonders beanspruchte Körperteile sind die Beine, insbesondere der Musculus quadriceps femoris, den sich Triple H mehrmals in seiner Karriere verletzt hat. Er musste jeweils circa sechs Monate pausieren. Da man während eines Kampfes oft springen und wieder auf den Füßen landen muss, werden die Kniegelenke auch sehr beansprucht. Bei sogenannten Highrisk-Aktionen (also sehr gefährlichen Attacken) kommt es auch öfter vor, dass Wrestler auf dem Nacken landen und sich diesen verletzen. Letztendlich wird fast jeder Muskel beansprucht, daher ist die Verletzungsgefahr ziemlich groß.
Eine weitere Gefährdung der Wrestler stellt der Missbrauch von Muskelaufbaumitteln (Steroiden) dar, die auch eine aufputschende Wirkung haben können. In den letzten zehn Jahren verstarben gemäß einer Aufstellung der Zeitschrift USA Today 65 Akteure, die noch keine 45 Jahre alt waren; 25 davon allein an Herzinfarkt.
Am 24. Juni 2007 tötete der Wrestler Chris Benoit zuerst seine Frau und sein Kind und danach sich selbst. Eine darauf folgende Untersuchung von Benoits Gehirn ließ schwere Gehirnschäden erkennen, die durch zahlreiche Gehirnerschütterungen beim Wrestling verursacht worden waren und Ursache für irrationales Verhalten sein können. Weiter ergaben sich klare Anhaltspunkte, dass Benoit Steroide wie Testosteron verwendet hatte.

### Backyard Wrestling
Als Backyard Wrestling (deutsch Hinterhof-Ringen) bezeichnet man das Ausüben des Wrestlings, ohne dass die Kontrahenten durch ein professionelles Training dazu qualifiziert sind. Zumeist handelt es sich bei den Ausübenden um jugendliche Fans, die ihren Idolen nacheifern wollen und dabei mit Freunden in unprofessionellen Umgebungen wie Hinterhöfen, Gärten und Kinderzimmern eigene „Matches“ austragen.

## Vermarktung
Heutzutage ist das Wrestling ein geschickt vermarktetes Gesamtprodukt. Der größte Anbieter, der Marktführer World Wrestling Entertainment, ist längst ein börsennotiertes Unternehmen, das beachtliche Umsätze erzielt (400 Millionen Dollar im Jahr 2006). Berühmte Wrestler übernehmen Rollen in Kinofilmen (z. B. Hulk Hogan in Rocky III – Das Auge des Tigers und der Fernsehserie Thunder in Paradise, The Rock in The Scorpion King und Daddy ohne Plan, oder John Cena in The Marine und Zwölf Runden) oder bringen eigene Musikalben auf den Markt, wie z. B. John Cena. Darüber hinaus gibt es ein breites Angebot an Merchandising-Artikeln: Videospiele, DVDs der einzelnen Shows, T-Shirts und sonstige Kleidung, bis hin zu Kopien der Wrestling-Titel, die sich einer breiten Beliebtheit erfreuen. Auf unbekanntere oder stark spezialisierte unabhängige Ligen trifft dies allerdings nicht zu; die dort auftretenden Wrestler haben in der Regel erst durch einen eventuellen Wechsel in eine der größeren Ligen die Chance, auch außerhalb der Fan-Basis der jeweiligen Liga zu einem gewissen Bekanntheitsgrad zu kommen.

## Beziehung zwischen den Fans und den Akteuren

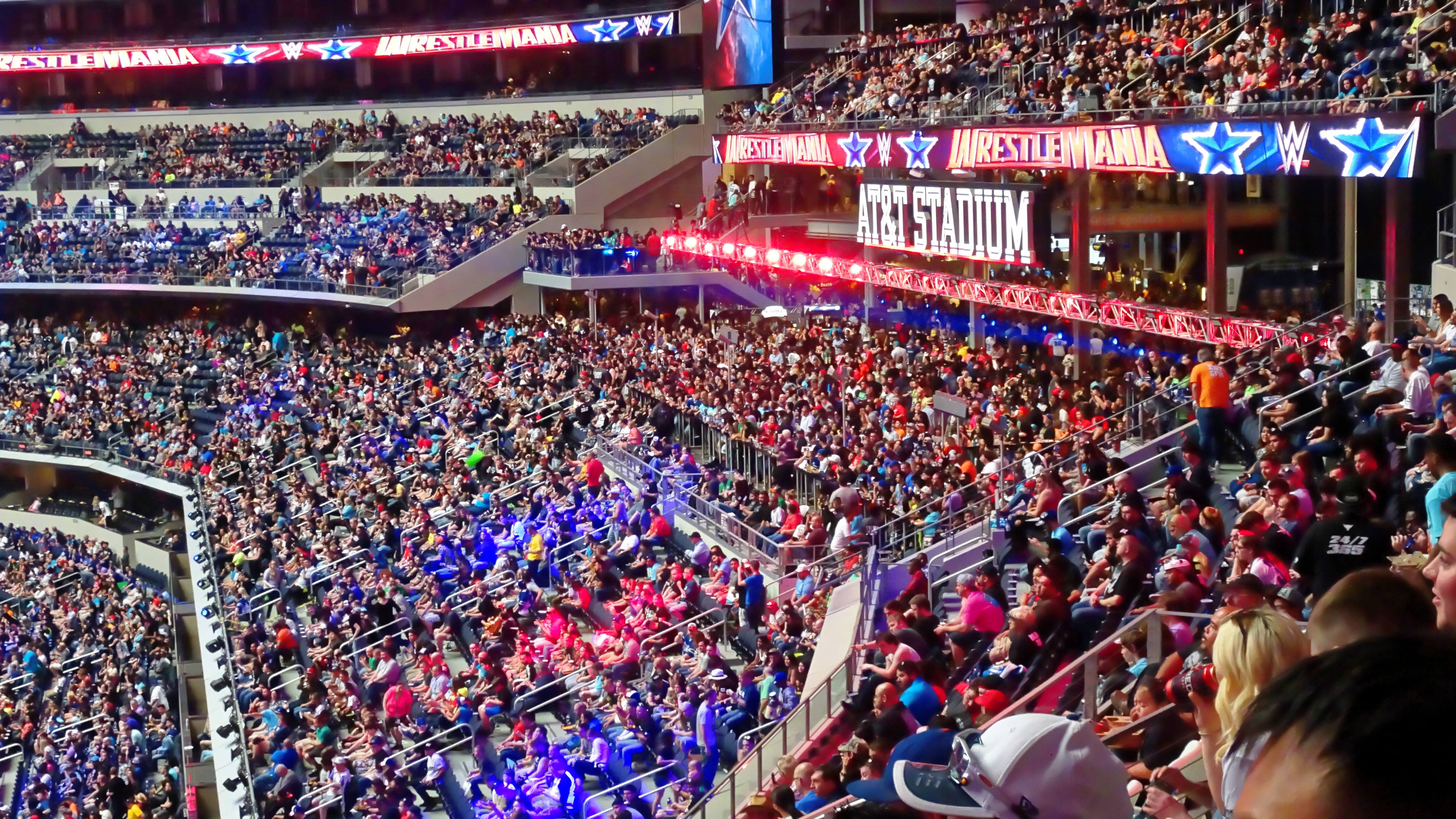
Die Fans bei WrestleMania 32

Seit Wrestling als Massenprodukt im Fernsehen der USA, aber auch in Japan, England, Australien und vielen anderen Ländern wie auch Deutschland zu sehen ist, werden um die Kämpfe sogenannte Fehden und Storylines entwickelt, die ansatzweise an Seifenopern erinnern. Hierbei kommt in der Regel bei zwei Parteien, die sich langfristig gegenüberstehen, einem die Rolle des Face (der „Gute“) und dem anderen die des Heel (der „Böse“) zu. Auf diese Weise soll das Publikum polarisiert und eine bessere Identifikation mit den Stars hergestellt werden. Dies muss allerdings nicht zwingend dazu führen, dass ein Heel-Wrestler nicht bejubelt wird. Smart Marks setzen sich darüber beispielsweise häufig hinweg. Dieses Phänomen trat in der WWE bisher am deutlichsten am Beispiel John Cenas auf, der wegen seines Wrestling-Stils häufig ausgebuht wurde, während teilweise über Jahre etablierte Heels wie Triple H in Kämpfen gegen Cena bejubelt wurden. Einige Wrestler wie einst Eddie Guerrero haben einen Status, der zwischen Heel und Face angesetzt ist und als „Tweener“ (vom englischen between, dazwischen) bezeichnet wird. Manche Wrestler werden zunächst bewusst in diesem Status gehalten, um die Reaktionen der Fans zu beobachten und sie entsprechend einzuordnen. Da man früher oft die Reaktionen der Zuschauer falsch einschätzte, werden die Hintergrundgeschichten bei der WWE inzwischen in der Trainingsliga Florida Championship Wrestling getestet, bevor man die Wrestler in einen der Hauptkader wechseln lässt.
Während früher die Heels rein böse zu wirken hatten und die Faces nur gut waren, also eine stereotype Darstellung vertreten wurde, betreten heute sowohl Heels als auch Faces Grauzonen. Der Grund hierfür liegt darin, dass die Fans das stereotype Vertreten einer Seite für abwegig befanden und entsprechend kaum noch Reaktionen darauf zeigten. Es kommt auch vor, dass Heels von den Fans zum Faceturn gezwungen werden, so Hulk Hogan nach dem letzten nWo-Auftritt, weil dieser, obwohl er eigentlich hätte ausgebuht werden sollen, von den Fans bejubelt wurde, oder auch William Regal, der seine Hintergrundgeschichte bei einer Veranstaltung in Nürnberg regelrecht erläutern musste, weil er von seinen Fans bejubelt wurde, statt rollengerecht ausgebuht zu werden.

## Die „Creative-Control-Klausel“ und „Legendenverträge“
Eine Besonderheit, die nur älteren und sehr erfolgreichen Wrestlern zugestanden wird, ist die „kreative Kontrolle“ über ihren Charakter. Während jüngere Wrestler oftmals verschwinden, um Monate später mit veränderter Frisur, Namen und Ringkleidung, also einem neuen Gimmick, aufzutreten, ist dies bei Akteuren mit gewissem Status, wie beispielsweise Hulk Hogan (ausgenommen Mr. America) oder dem Undertaker, gar nicht möglich. Verstärkt genutzt wurde diese Klausel vor allem während der Quotenkriege zwischen WWF und WCW, um das Abwandern der Leute zum Konkurrenten zu verhindern. Den Wrestlern wurden mehr Zugeständnisse gemacht, von einer festen Anzahl von Titelgewinnen bis hin zu weniger Auftritten bei mehr Geld. Manche Akteure konnten gar selbst über Sieg oder Niederlage entscheiden.
Mit dem Bankrott der WCW und dem Kauf durch die WWE wurden die Rechte der meisten Wrestler allerdings wieder eingeschränkt, da den Wrestlern nun das Druckmittel eines Wechsels zur Konkurrenz fehlte. Älteren Wrestlern werden heute sogenannte Legendenverträge angeboten, um sie an sich zu binden. Diese Kontrakte aber beinhalten längst nicht so viele Sonderrechte wie früher.

## Aufführungen und Veranstaltungen

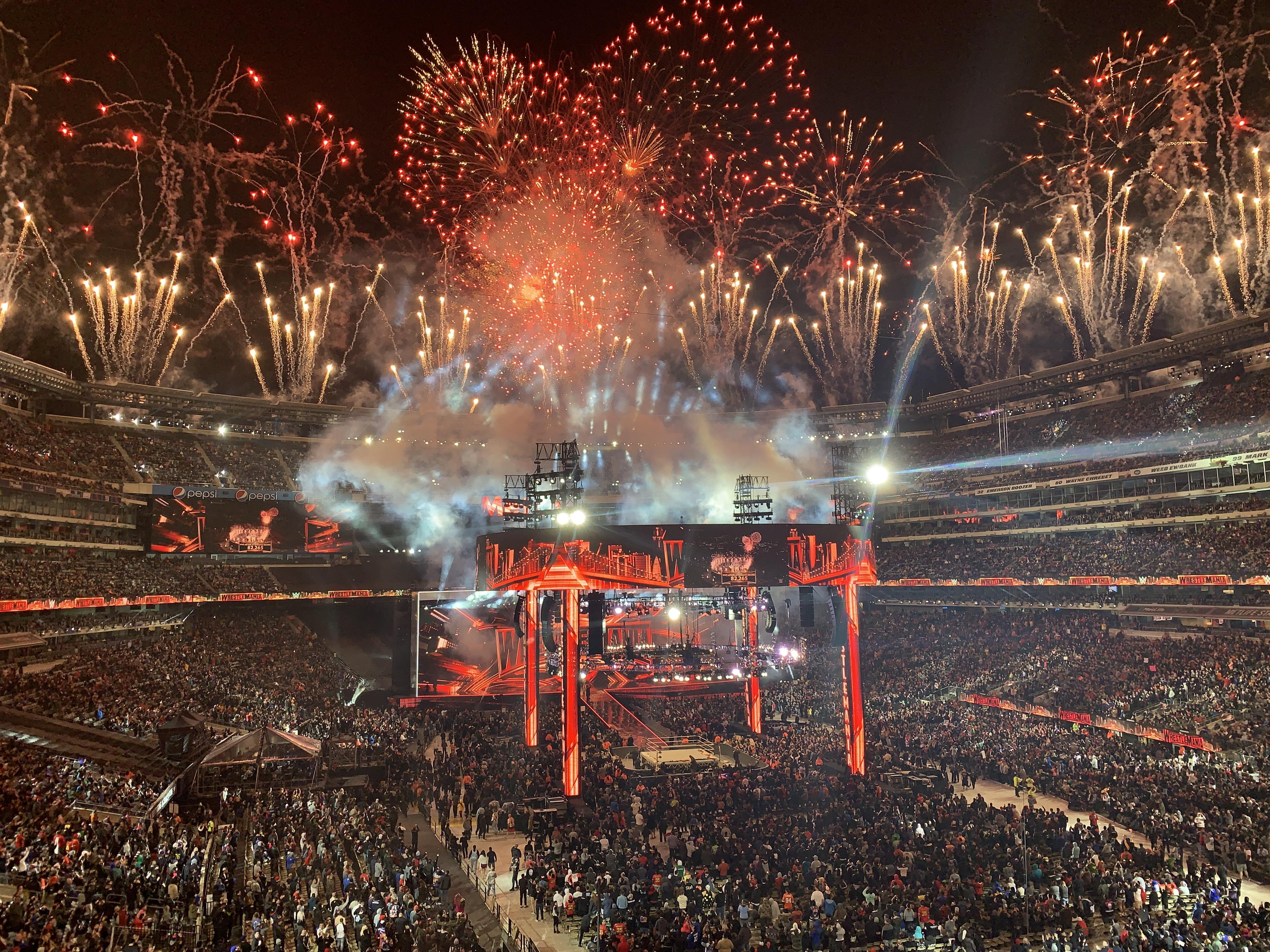
Das WrestleMania 35 Event im Jahr 2019.

Viele Wrestling-Promotionen strahlen ihre Großveranstaltungen im Fernsehen und/oder Internet aus. Meistens gibt es eine Großveranstaltung pro Monat. Die größten Promotionen wie die WWE oder TNA strahlen diese live als Pay-per-View im Pay-TV und im Internet aus. In Deutschland kann man die monatlichen WWE-Großveranstaltungen auf dem WWE Network live sehen.
Zusätzlich gibt es bei den großen Ligen sogenannte „Weeklies“, also Shows, die jede Woche produziert und ausgestrahlt werden. Die Shows der WWE heißen WWE Raw (in den USA live am Montag), WWE NXT (mittwochs), WWE Superstars (donnerstags) und SmackDown (freitags). In Deutschland sind mittwochs RAW sowie donnerstags SmackDown auf ProSieben Maxx zu sehen.
Kleinere Ligen wie RoH oder CZW haben keine Weeklies oder Großveranstaltungen als PPV. Sie leben ausschließlich von den Einnahmen aus den Kartenverkäufen und den Erlösen aus dem DVD-Verkauf ihrer Veranstaltungen.
Viele Independant-Ligen schaffen es durch die steigende Popularität des Wrestlings mittlerweile ebenfalls, Fernsehverträge abzuschließen. Als Beispiel aus dem deutschsprachigen Raum sei die NEW von Alex Wright aufgeführt, deren Veranstaltungen seit Juni 2016 von Fightbox HD ausgestrahlt werden.

## Ligenverzeichnis
| Name                                            | Kürzel         | Standort               | Zeitraum         | Besonderes |
| ----------------------------------------------- | -------------- | ---------------------- | ---------------- | --- |
| Athletic Club Wrestling                         | ACW            | Deutschland            | 1998–            | |
| All Elite Wrestling                             | AEW            | USA                    | 2019–            | Größter Konkurrent von WWE. Gegründet von Cody Rhodes und The Young Bucks. |
| All Japan Pro Wrestling                         | All Japan/AJPW | Japan                  | 1972–            | Gegründet von Giant Baba, geleitet von The Great Muta. Ehemalige Organisation der National Wrestling Alliance. |
| American Wrestling Association                  | AWA            | USA                    | 1919–1991        | Ursprünglich eine Independent-Promotion. Seit 1935 Teil der National Wrestling Association und ab 1949 Teil der National Wrestling Alliance. Reaktivierung des Banners im Mai 1960 und damit Austritt der NWA. 1991 aus finanziellen Gründen geschlossen. Seit 1996 werden wieder Veranstaltungen unter dem Banner von AWA veranstaltet (siehe auch Wrestling Superstars Live!). |
| Big Japan Pro-Wrestling                         | Big Japan/BJPW | Japan                  | 1995–            | Ehemalige Organisation der National Wrestling Alliance. |
| Chaotic Wrestling                               | CW             | USA                    | 2000–            | |
| Catch Wrestling Association                     | CWA            | Deutschland/Österreich | 1973–1998        | Erste bedeutende deutschsprachige Promotion. Enge Zusammenarbeit mit der American Wrestling Association. Geleitet von „Big Otto“ Wanz und Peter William. |
| Chikara Pro Wrestling                           | Chikara        | USA                    | 2002–2020        | Angeschlossener Verband der National Wrestling Alliance. Enge Zusammenarbeit mit Combat Zone Wrestling (CZW). |
| Combat Zone Wrestling                           | CZW            | USA                    | 1999–            | Hardcorelastige Liga. Gehörte ursprünglich als angeschlossener Verband der damaligen Promotion NWA New Jersey der National Wrestling Alliance an. |
| Consejo Mundial de Lucha Libre                  | CMLL           | Mexiko                 | 1933–            | Bekannteste mexikanische Liga. |
| Deep South Wrestling                            | DSW            | USA                    | 1986–            | 1986 als NWA Deep South Wrestling Teil-Organisation der NWA gegründet und war 1988 kurzfristig Entwicklungsterritorium. Im Laufe des Jahres 1988 geschlossen und in WCW Power Plant eingegliedert. Am 1. September 2005 wurde das Banner durch World Wrestling Entertainment reaktiviert und bis zum 18. April 2007 als Entwicklungsterritorium (sogenannte „Farm-Liga“) geführt. Am 19. April 2007 durch die WWE geschlossen. Die Betreiber der Promotion veranstalten seit dem 30. April 2007 unter dem DSW-Banner in der Independent-Szene. |
| Deutsche Wrestling Allianz                      | DWA            | Deutschland            | 2002–            | |
| Eastside Wrestling                              | ESW            | Deutschland            | 2003–            | Bekannteste Promotion in Ostdeutschland. Gegründet von Steve Douglas, enge Zusammenarbeit mit wXw und EWA. |
| European Wrestling Association                  | EWA            | Österreich             | 1998–            | Bekannteste Promotion in Österreich. Geleitet von Michael Kovac und Chris Raaber. |
| Extreme Championship Wrestling                  | ECW            | USA                    | 1992–2001        | Hardcorelastige Liga; 2006–2010 von der WWE wiederbelebt. |
| Florida Championship Wrestling                  | FCW            | USA                    | 2007–            | Offizielle „Farm-Liga“ von World Wrestling Entertainment und sich selbst in der Tradition von Championship Wrestling From Florida sehend, deren Name eine Trademark der National Wrestling Alliance ist. |
| German Stampede Wrestling                       | GSW            | Deutschland            | 2001–            | Zweitgrößte deutsche Promotion Deutschlands; enge Zusammenarbeit mit wXw, German Wrestling Federation und der US-amerikanischen NWA. |
| German Wrestling Promotion                      | GWP            | Deutschland            | 2006–            | |
| Global & German Wrestling Organisation          | GGWO           | Deutschland            | 2005–            | |
| Impact Wrestling                                | Impact         | USA                    | 2002–            | Ursprünglich Total Nonstop Action Wrestling (TNA). Größter Konkurrent von WWE vor der Gründung von AEW. Als offizieller Nachfolgeverband von World Championship Wrestling gegründet und bis 2004 Mitglied der NWA. Seitdem in der Independent-Szene tätig und zweitgrößter Wrestling-Verband der USA. |
| Independent Wrestling Association Mid-South     | IWA-MS         | USA                    | 1996–            | Als angeschlossener Verband der National Wrestling Alliance gegründet und sich ursprünglich in Konkurrenz zur ehemaligen ECW und CZW sehend. Seit 2003 enge Zusammenarbeit mit Combat Zone Wrestling (CZW). |
| International Wrestling Association             | IWA            | Puerto Rico            | 1994–            | Bis 2001 Mitglied der NWA, 1999–2001 „Farmliga“ der damaligen World Wrestling Federation. |
| International Wrestling Association Switzerland | IWA-S          | Schweiz                | 2005–2007        | Hardcorelastige Promotion in der Schweiz. Offizielles Affiliate der IWA Mid-South. Enge Zusammenarbeit mit wXw in Deutschland. |
| Italian Championship Wrestling                  | ICW            | Italien                | 2001–            | Angeschlossener Verband der National Wrestling Alliance. |
| Juggalo Championship Wrestling                  | JCW            | USA                    | 1999–            | Offizielle Wrestling-Liga von Psychopathic Records. |
| Lucha Libre AAA Worldwide                       | AAA            | Mexiko                 | 1992–            | Ursprünglich Asistencia Asesoría y Administración. Ehemals Teil der National Wrestling Alliance. |
| Major League Wrestling                          | MLW            | USA                    | 2002–2004, 2017– | Entstand als Versuch, eine Alternative zur World Wrestling Entertainment aufzustellen. Hatte viele ehemalige ECW-Wrestler unter Vertrag. Verlor seinen Rang als Top-Indy-Liga an Ring of Honor und wurde eingestellt. |
| National Wrestling Alliance                     | NWA            | USA                    | 1948–            | Ältester aktiver Wrestling-Dachverband der Independent-Szene. Kontrollierte in ihrer Hochzeit (1953) ungefähr 90 % des US-amerikanischen und kanadischen Wrestlings. Heute bedeutungslos, da die Marktführerschaft an World Wrestling Entertainment übergegangen ist. Die NWA besitzt heute noch über ein eingefleischtes Stammpublikum sämtlichen Alters. |
| New Japan Pro-Wrestling                         | NJPW           | Japan                  | 1972–            | Gegründet von Antonio Inoki. Veranstaltet auch unter dem Banner von NWA New Japan und ist im Vorstand der National Wrestling Alliance vertreten. Derzeit im Besitz der japanischen Kartenspielfirma Bushiroad. |
| New European Championship Wrestling             | NEW            | Deutschland            | 2009–            | Gegründet vom ehemaligen WCW-Wrestler Alex Wright. |
| Nordisch Fight Club                             | NFC            | Deutschland            | 2006–            | Gegründet von Karsten Kretschmer. |
| Nu-Wrestling Evolution                          | NWE            | Italien                | 2005–            | Die derzeit führende Promotion in Italien. |
| Ohio Valley Wrestling                           | OVW            | USA                    | 1997-            | Die Promotion wurde 1997 als Ohio Championship Wrestling gegründet und war seit 1998, unter dem Banner von NWA Ohio Championship Wrestling, ein ehemaliges Affiliate der National Wrestling Alliance. 2000 von World Wrestling Entertainment übernommen und unter dem Namen Ohio Valley Wrestling als sogenannte „Farm-Liga“ – also als WWE-Entwicklungsterritorium – betrieben. Am 8. Februar 2008 wurde die Zusammenarbeit von Seiten der WWE beendet. Seitdem veranstaltet die Promotion in der US-amerikanischen Independent-Szene.        |
| Pro Wrestling Fighters                          | PWF            | Deutschland            | 2008–            | |
| Pro Wrestling Guerrilla                         | PWG            | USA                    | 2003–            | |
| Pro Wrestling NOAH                              | NOAH           | Japan                  | 2000–            | |
| Ring of Honor                                   | RoH            | USA                    | 2002–            | Bekannteste und größte „Indy-Liga“. Zurzeit drittgrößte Wrestling-Promotion in den USA. |
| Rings of Europe                                 | RoE            | Österreich             | 2004–2008        | |
| Rings of Europe Switzerland                     | RoE Swiss      | Schweiz                | 2005–            | |
| Riotgas Wrestling Alliance                      | RWA            | Österreich             | 2003–2009        | |
| Shimmer Woman Athletes                          | Shimmer        | USA                    | 2005–            | Bekannteste „Indy-Liga“ im Frauen-Wrestling. |
| Smoky Mountain Wrestling                        | SMW            | USA                    | 1991–1995        | Von Jim Cornette als Teil der National Wrestling Alliance gegründet, um die weggefallene Promotion World Championship Wrestling zu ersetzen. Enge Kooperation mit der damaligen World Wrestling Federation und schließlich von dieser aufgekauft. |
| United States Wrestling Association             | USWA           | USA                    | 1988–1997        | Promotion von Jerry Jarrett und Jerry Lawler im Rahmen der National Wrestling Alliance. |
| westside Xtreme wrestling                       | wXw            | Deutschland            | 2000–            | Größte deutsche Promotion; enge Zusammenarbeit mit GSW, ESW und den amerikanischen Promotionen NWA, CZW und IWA. |
| World Championship Wrestling                    | WCW            | USA                    | 1988–2001        | Einst Teil der National Wrestling Alliance und stieg unter Ted Turner zur zweitgrößten Wrestling-Promotion der USA auf. Nach dem Verkauf an AOL/Time Warner wurde die WCW von der damaligen World Wrestling Federation aufgekauft. |
| WWE                                             | WWE            | USA                    | 1952–            | Weltweiter Wrestling-Marktführer. Zwischen 1953 und 1963 und erneut zwischen 1971 und 1983 Mitglied der National Wrestling Alliance. |
| World Series Wrestling                          | WSW            | AUS                    | 2005–            | |
| World Wonder Ring Stardom                       | Stardom        | Japan                  | 2010–            | Führende „Joshi Puroresu“ (Frauen-Wrestling) Promotion in Japan. Gekauft von der NJPW-Muttergesellschaft Bushiroad im Jahr 2019. |
| Wrestling School Austria                        | WSA            | Österreich             | 1998–            | |
| Xtreme Pro Wrestling                            | XPW            | USA                    | 1999–2003        | Hardcorelastige Promotion. Größter Konkurrent von Combat Zone Wrestling. Aus finanziellen Gründen eingestellt. |

## Wrestling in einzelnen Ländern

### USA
Im Sport der Vereinigten Staaten zählt das Wrestling zu den beliebtesten Sportarten.
Es gibt sehr viele verschiedene Wrestling-Ligen in Amerika; die größte ist die WWE, die mittlerweile ein mehrere Milliarden Dollar schweres Unternehmen ist. Allerdings gibt es auch sehr viele kleine Ligen, die nicht professionell arbeiten, aber dennoch monatlich Shows abhalten. Der Independent-Bereich ist sehr ausgeprägt, und man kann davon ausgehen, dass sich mehrere tausend Menschen in den Staaten hauptberuflich mit dem Wrestling beschäftigen.

### England
Wrestling in Europa findet man hauptsächlich in Deutschland und England, wo sie von 1955 bis 1988 im Fernsehen zu sehen war.  Wurde in Frankreich auch Wrestling im Fernsehen ausgestrahlt, von 1956 bis 1987.  Der Stil der britischen Wrestling-Szene ist sehr traditionell und technisch orientiert. Der Slogan des britischen Wrestlings ist „We wrestle!“. Generell haben viele britische Wrestler keine besondere Attacke, um ein Match zu gewinnen, sondern können durch verschiedene Aufgabegriffe oder eine Vielzahl an Cover-Varianten ihre Matches gewinnen. Jedoch orientieren sich die New-School-Wrestler aus England immer mehr in Richtung Amerika und weichen daher von diesem alten Prinzip ab. In den 1950er Jahren wurde in England ein Rundensystem eingeführt, in dem Matches in fünfminütige Runden eingeteilt waren. Außerdem gab es damals viele „2 out of 3 Fall Matches“, das heißt, um ein Match zu gewinnen, musste man den Gegner zweimal besiegen. Besonderer Beliebtheit erfreut sich in England das Tag Team Wrestling. Außerdem gibt es zahlreiche Verbände, die in England ansässig sind.

### Deutschland
Bis in die 1960er Jahre konnte Wrestling in der europäischen Version Catchen auch in Deutschland die Hallen füllen. Das europäische Catchen basierte auf der „britischen Wrestling-Tradition“, wobei der Schwerpunkt auf sportliche Akzente und weniger auf die pure Unterhaltung des Publikums gesetzt war. In den 1970er Jahren wurde aufgrund der damaligen Beliebtheit des Catchen auch die Liga Catch Wrestling Association gegründet.
In den Jahren zwischen 1980 und 2000 kam der Durchbruch des amerikanischen Wrestlings in Deutschland, das sich stark vom britischen unterschied: US-amerikanisches Wrestling dient vor allem der Unterhaltung des Publikums. Bereits in der Mitte der 1990er Jahre war Deutschland für die amerikanische WWF der drittgrößte Wrestling-Markt; Deutschland kam gleich hinter den USA und Japan. In dieser Zeit hielt allein die WWF rund 30 Shows pro Jahr in Deutschland ab.
Doch bereits ab dem Jahr 2000 galt der deutsche Markt für die Marketing-Abteilung der WWF als uninteressant, zumal ab 2001 die Konkurrenzligen World Championship Wrestling und Extreme Championship Wrestling erworben werden konnten. Damit brach der deutsche Wrestling-Markt zusammen und andere Sportarten traten bei den ehemaligen Anhängern in den Vordergrund.
In Deutschland wurden nun eigenständige Wrestling-Ligen gegründet, die vor allem den sogenannten „Hardcore-Stil“ der ehemaligen ECW zum Vorbild hatten. Diese Ligen sind u. a. die „European Wrestling Promotion“ in Hannover, westside Xtreme wrestling in Oberhausen und German Stampede Wrestling in Marburg. Global betrachtet sind die deutschen Ligen eher bedeutungslos. Allerdings scheint sich die wXw seit Herbst 2008 an die Spitze der deutschen Wrestling-Ligen zu setzen, da sie eine enge Zusammenarbeit mit den US-amerikanischen Promotionen Independent Wrestling Association und Combat Zone Wrestling begann und auch schon vorher eng mit Verbänden der National Wrestling Alliance zusammengearbeitet hatte. So gehört ein großer Teil des aktuellen englischsprachigen wXw-Kaders der NWA England, NWA Scotland, NWA Wales und der NWA Ireland an. Auch besteht eine Zusammenarbeit zwischen westside Xtreme wrestling und der in Japan beheimateten Promotion Dragon Gate. Seit 1995 besteht in Berlin die German Wrestling Federation, die auch eine eigene Wrestlingschule in Berlin-Neukölln betreibt.
Ferner ist zu beachten, dass es noch heute zwei Stilarten in Deutschland gibt: einerseits den traditionellen britischen Stil, der im Dreieck Hannover, Bremen und Hamburg noch populär ist, und andererseits den modernen Stil, wie er zum Beispiel in den USA anzutreffen ist. Ligen wie die sehr entertainmentlastige GSW, die eher sportorientierte wXw und die ACW führen diesen Stil an. In den letzten Jahren kam es vermehrt zu Auftritten amerikanischer IWA- und CZW-Wrestler in deutschen Ligen.
Einige deutsche Wrestler, die auch in den USA einen Durchbruch feiern konnten, haben ihr Grundwissen bei den Catch-Turnieren der Catch Wrestling Association erlangt. Große Städte, in denen es diese Turniere gab, waren Wien, Hannover, Hamburg, Bremen, Wuppertal und Dortmund. Die im englischsprachigen Raum bekanntesten deutschen Wrestler sind Alex Wright, der mit der New European Championship Wrestling (NEW) eine eigene Liga und Veranstaltungsstätte aufgebaut hat, sowie Thumbtack Jack und „Bad Bones“ John Kay. Letzterer war auch in Japan überaus erfolgreich aktiv.

### Italien
In den letzten Jahren expandiert die Wrestling-Industrie in Italien. Die WWE hat den Markt in Italien entdeckt und hat eine Marketingoffensive gestartet. Darüber hinaus werden alle Shows im italienischen Fernsehen gezeigt. Es gibt nur vereinzelte international bekannte Wrestler aus Italien, dennoch hat sich die Gruppierung F.B.I. (Full Blooded Italians) mehrere Jahre in der WWE gehalten. Eine der bekanntesten italienischen Ligen ist Italian Championship Wrestling (ICW), die ca. 15 bis 20 Shows pro Jahr veranstaltet.
Darüber hinaus gibt es noch die Nu-Wrestling Evolution, die 2005 gegründet wurde. Über die letzten Jahre schaffte die NWE den Sprung an die italienische Spitze. In ihrem Kader sind und waren bereits etablierte Namen wie Rikishi, Ultimo Dragon, Andrew „Test“ Martin, Scott Steiner, Jamal (Umaga), Chuck Palumbo, Juventud Guerrera und Vampiro.

### Österreich
Catch Wrestling Association
Bis zu ihrer Einstellung in Deutschland und Österreich im Jahr 1998 war die CWA die wichtigste deutschsprachige Liga. Die CWA wurde in Österreich von Otto Wanz und in Deutschland von Peter William geführt. Große Popularität erlangte das von der CWA veranstaltete Catchen am Heumarkt auf dem Platz des Wiener Eislaufvereins.
Seit 1998 versucht die WSA dieses Vakuum zu füllen. Als einzige Liga in Österreich mit einer regelmäßigen TV-Show (Wrestling Fightnight seit 2006) auf dem TV-Sender Okto und stetig steigenden Zuschauerzahlen schaffte sie es 2008, den Heumarkt zu reaktivieren, sodass seit Juli 2009 wieder jeden Sommer ein 5-Tages-Turnier veranstaltet wird.
European Wrestling Association
Die größte Liga in Österreich ist allerdings die European Wrestling Association, kurz EWA, die von Michael Kovac und Chris Raaber geleitet wird. Die Liga hat Auftritte von Weltstars wie Sheamus, The Warlord, Douglas Williams, Mideon, Bruiser Bradley und Bryan Danielson aufzuweisen.
Im Oktober 2009 bekam die Liga, zusammen mit einigen deutschen Ligen, von der Amerikanischen Liga Total Nonstop Action Wrestling, Try-Outs für ihre Wrestler angeboten. Michael Kovac (Leoben) und Chris Colen (Wien) bestritten bei einer House Show in Winterthur ein Tag Team Match gegen das Schweizer Team The Hellvetic Warriors. Das Match endete in einem Time Limit Draw.

### Australien
In Australien gibt es einige ansässige Verbände, jedoch bleiben deren Wrestler meistens nur national aktiv und können sich daher international keinen Namen machen. Es gibt 14 kleinere Verbände, die sich die einzelnen Gebiete in Australien aufteilen und mehrere Veranstaltungen im Jahr haben.

### Japan
Das japanische Wrestling wird als Puroresu bezeichnet. Im Vergleich zu Landesgröße und Bevölkerungszahl besteht in Japan eine ungewöhnlich hohe Dichte von erfolgreichen Wrestling-Unternehmen. An der Spitze stehen hierbei New Japan Pro-Wrestling und Pro Wrestling NOAH. Im Vergleich zu US-amerikanischem Wrestling wird nur bei kleineren Veranstaltern auf größere Showeinlagen wert gelegt. Die großen Verbände versuchen hingegen, das Bild eines harten sportlichen Wettkampfs aufrechtzuerhalten. Puroresu gilt als Wiege des Mixed Martial Arts Booms, der allmählich das japanische Wrestling verdrängt. Zu den erfolgreichsten Stars gehören und gehörten: Keiji Mutoh, Kanako Urai, Mitsuharu Misawa, Shinsuke Nakamura und Takeshi Morishima.

### Mexiko
Das lateinamerikanische Wrestling wird im Allgemeinen als Lucha Libre bezeichnet und ist besonders in Mexiko populär. Im Vergleich zum klassischen US-amerikanischen Wrestling wird im Lucha Libre sehr viel mehr Wert auf schnelle Bewegungsabfolgen und akrobatische Einlagen gelegt. Die meisten mexikanischen Wrestler tragen Masken, die als Einsatz in wichtigen Kämpfen aufs Spiel gesetzt werden können. Der Verlust seiner Maske bezeichnet die größtmögliche Demütigung eines Luchadors. Größte Legende des mexikanischen Wrestlings ist El Santo („Der Heilige“), der auch lange nach seinem Tod als Volksheld verehrt wurde. Matches im Team von zwei bis vier Personen werden in Mexiko häufiger ausgetragen als Einzelmatches, um den Einzelsiegen und -niederlagen eine höhere Bedeutung zu verleihen. Populärer als in anderen Teilen der Welt ist auch das Wrestling von Kleinwüchsigen, den sogenannten Mini-Estrellas. Zu den wichtigsten Wrestling-Unternehmen zählen in Mexiko die CMLL (Consejo Mundial de Lucha Libre) und die AAA (Asistencia Asesoría y Administración). Der erfolgreichste Star des Lucha Libre ist momentan Sin Cara.

### Bolivien
Eine spezielle Spielart ist das Frauenwrestling in Bolivien, die Kämpferinnen werden hier Cholitas luchadoras genannt. Es orientiert sich am mexikanischen Wrestling und wird vornehmlich von Aymara-Frauen betrieben.